# شلالات نياجارا

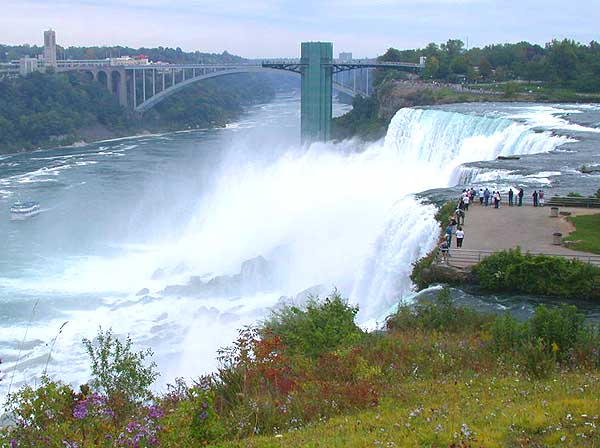
صورة لشلالات نياجارا من الجانب الأمريكي.

شلالات نياجارا (بالإنجليزية: Niagara Falls) هي شلالات غزيرة على نهر نياجرا وتقع بين مدينة نياجارا في ولاية نيويورك الاميركية ومدينة نياجارا في مقاطعة أونتاريو الكندية. يبلغ أعلى ارتفاع للشلالات في الجانب الأمريكي 56 متر وفي الجانب الكندي 54 متر. وهي تتألف من ثلاث شلالات: الأشهر وهو شلال هورس شو (حدوة الفرس) على الجانب الكندي والشلالات الأميركية وهي مستقيمة يفصل بينهما جزيرة غوت (الماعز). وهناك شلال صغير على الجانب الأميركي يسمى شلال برايدال ڤيل (طرحة العروس) بجانب جزيرة لونا.
تقع الشلالات على نهر نياجرا، الذي يصرف بحيرة إري إلى بحيرة أونتاريو، تتمتع الشلالات المشتركة بأعلى معدل تدفق لأي شلال في أمريكا الشمالية الذي يحتوي على انخفاض عمودي يزيد عن 50 متر (160 قدم). خلال ساعات الذروة السياحية في النهار، يتدفق أكثر من 168 000 م3 (ستة ملايين قدم مكعب) من الماء فوق قمة الشلالات كل دقيقة. شلالات هورسشو هي أقوى شلال في أمريكا الشمالية حسب معدل التدفق.
تقع الشلالات على بعد 27 كيلومتراً (17 ميل) شمال غرب بوفالو، نيويورك، و 121 كيلومتراً (75 ميل) جنوب شرق تورنتو. تشكلت شلالات نياجرا عندما انحسرت الأنهار الجليدية في نهاية التلال الجليدية في ويسكونسن (العصر الجليدي الأخير)، ونحتت المياه من البحيرات العظمى التي تشكلت حديثًا طريقًا عبر جرف نياجرا في طريقها إلى المحيط الأطلسي.
وتستخدم الشلالات لتوليد الكهرباء فضلاً عن جذبها للكثير من السياح مما يجعلها معلماً اقتصادياً مهماً في المنطقة.
وقد اكتشفت الشلالات على يد أحد الهنود الحمر الذي نصب له تمثال بجوار الشلالات من ناحية الجانب الأمريكي.
يتوقع المؤرخون بأن عمر شلالات نياغارا يصل إلى حوالي 10,000 عام، حيث تشكلت في نهاية العصر الجليدي الأخير. تقع هذه الشلالات في نهر نياغارا، وتتفرع عند جزيرة كوز إلى الشلالات الأمريكية التي يصل عرضها إلى 305 متراً، وإلى نصف دائرة من الشلالات الكندية (لودكوفا)، التي يصب فيها نسبة 94٪ من المياه ويبلغ عرضها 792 متراً وارتفاعها 48 متراً. يمكن الوصول من خلف الشلالات الأمريكية مشياً على الأقدام إلى مغارة الرياح التي تشكلت بتأثير المياه.
تعتبر شلالات نياغارا معلما سياحيا كبيرا لكثرة السياح، حيث يزورها 26 مليون سائح سنويا، خصوصا في الفترة ما بين شهر مايو/أيار وسبتمبر/أيلول، تُزار أهم المناطق فيها وهي «كهف الرياح» و«جسر قوس قزح» إضافة إلى قيامهم بما يعرف بـ«رحلة وراء الشلالات».و قد استغلت مناظرها في تصوير العديد من الأفلام العالمية من بينها أجزاء من سلسلة أفلام «قراصنة الكاريبي» وفيلم لـ«سوبرمان».
واستطاع المغامر الأميركي الشهير سام باتش في أكتوبر/ تشرين الأول عام 1829 القفز بنجاح من أعلى شلالات نياغارا، ليصبح أول من استطاع البقاء على قيد الحياة بعد تلك القفزة.

## مميزات

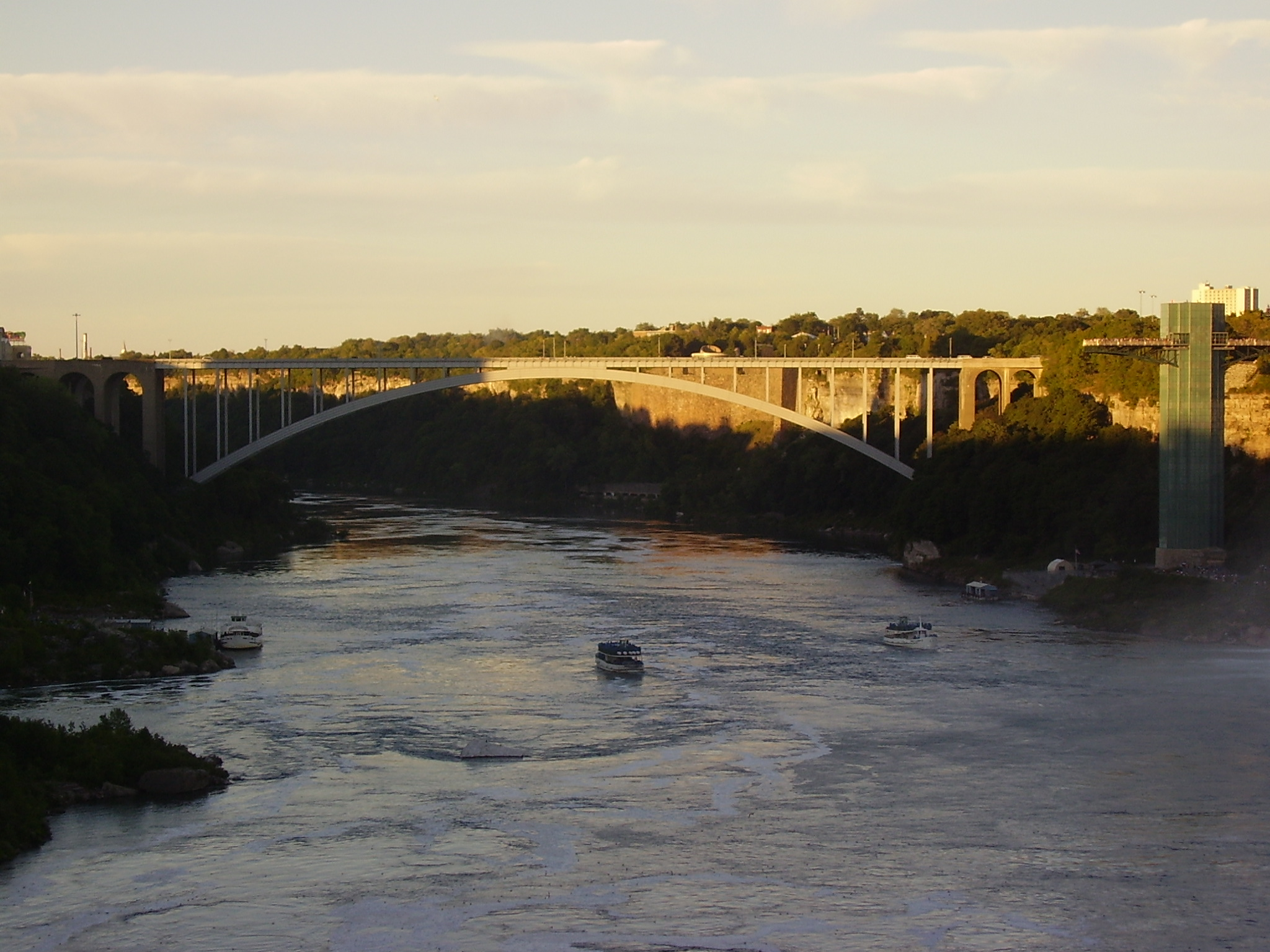
جسر راينبو_{، شلالات نياغارا}

تسقط شلالات هورسشو من حوالي 57 متر (187 قدم)،  بينما يتراوح ارتفاع الشلالات الأمريكية بين 21 و 30 متر (69 و 98 قدم) لوجود صخور عملاقة في قاعدتها. يبلغ ارتفاع شلالات هورسشو الأكبر حجمًا حوالي 790 متر (2,590 قدم)، بينما يبلغ عرض الشلالات الأمريكية 320 متر (1,050 قدم). تبلغ المسافة بين أقصى الطرف الأمريكي لشلالات نياجرا 1,039 متر (3,409 قدم) والكندي 1,039 متر (3,409 قدم).

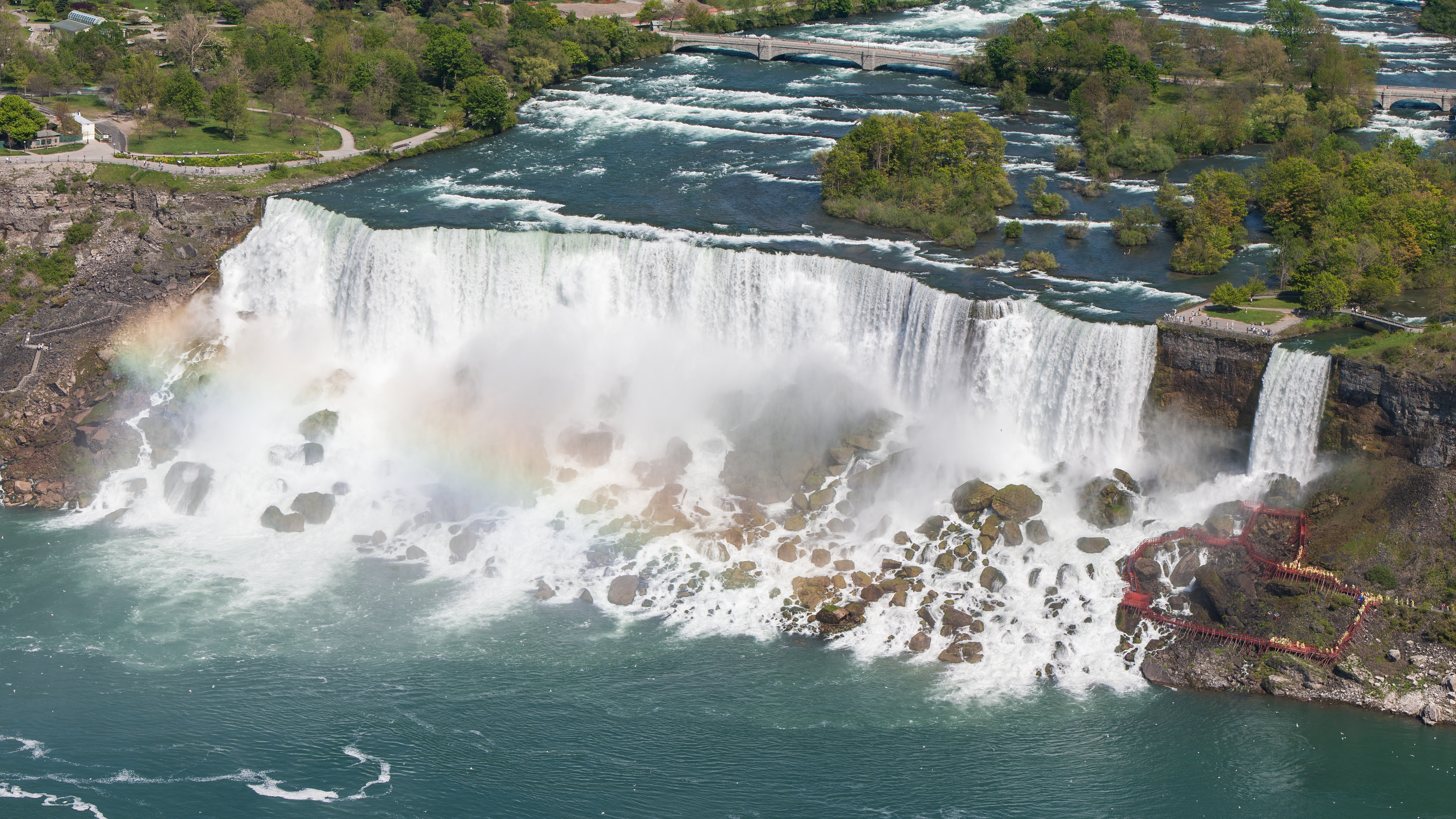
الشلالات الأمريكية (شلال كبير يسار الوسط) وشلالات برايدل فيل

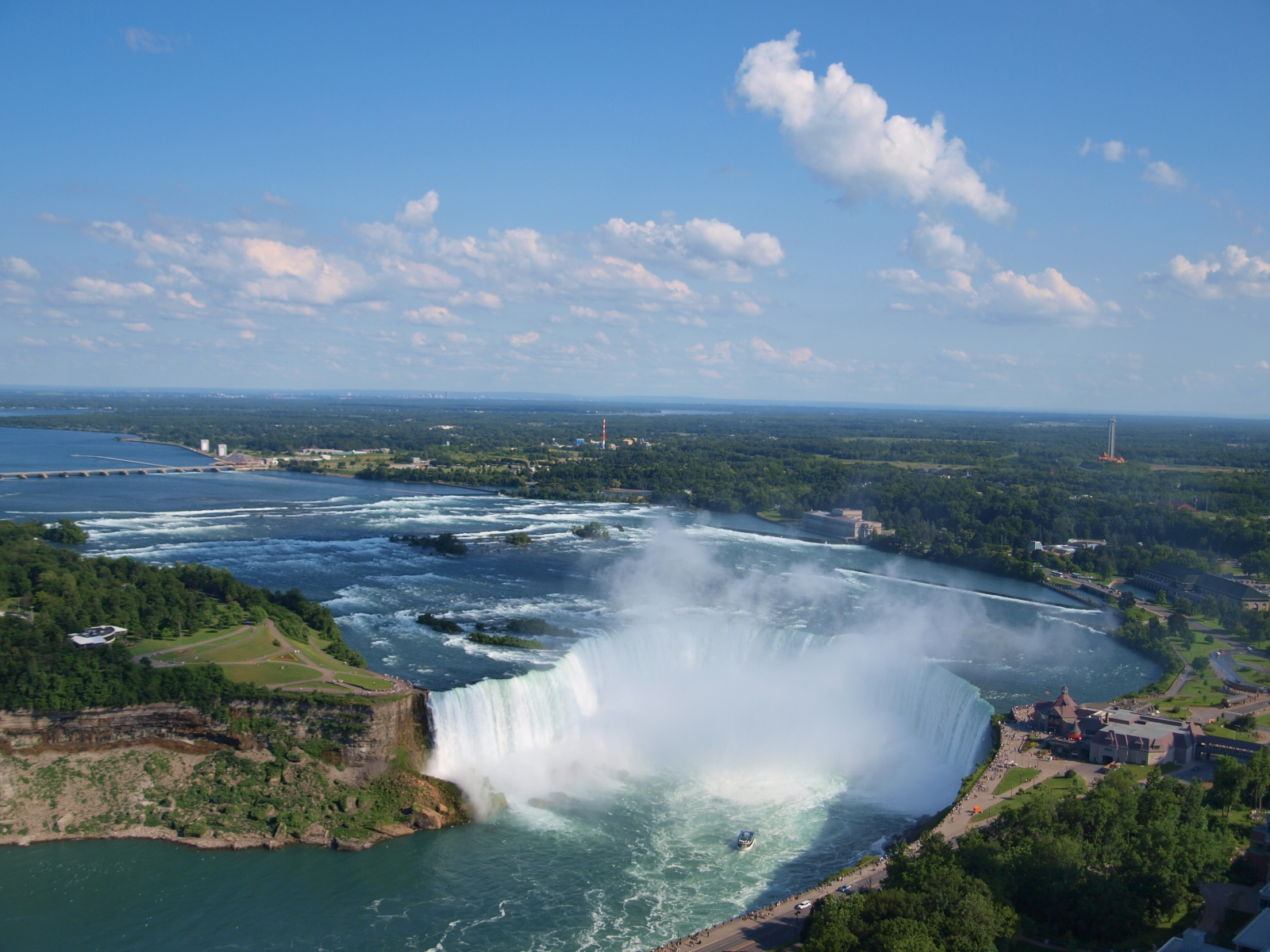
شلالات هورسشو الكندية

سُجلت ذروة التدفق فوق شلالات هورسشو عند 6,400 متر مكعب (230,000 قدم3) في الثانية. يبلغ متوسط معدل التدفق السنوي 2,400 متر مكعب (85,000 قدم3) في الثانية. نظرًا لأن التدفق هو نتيجة مباشرة لارتفاع مياه بحيرة إيري، فإنه عادةً ما يبلغ ذروته في أواخر الربيع أو أوائل الصيف. تعبر الشلالات خلال أشهر الصيف ما لا يقل عن 2,800 متر مكعب (99,000 قدم3) في الثانية من المياه، حيث يمر حوالي 90٪ منها فوق شلالات هورسشو، بينما تُحول إلى منشآت الطاقة الكهرومائية. يتحقق ذلك من خلال استخدام الهدار - سد التحكم الدولي - مع بوابات متحركة ضد تيار شلالات هورسشو.
ينخفض تدفق الشلالات إلى النصف في الليل، وخلال الموسم السياحي المنخفض في الشتاء، يظل الحد الأدنى في حدود الـ1,400 متر مكعب (49,000 قدم3) في الثانية. يُنظم تحويل المياه بموجب معاهدة نياجرا لعام 1950 ويديره مجلس نياجرا الدولي للتحكم (IJC). اللون الأخضر للمياه المتدفقة فوق شلالات نياجرا هو نتيجة ثانوية لما يقدر بنحو 60 طنًا / دقيقة من الأملاح الذائبة و«طحين الصخور» (صخور مطحونة جدًا) المتولدة عن قوة التآكل لنهر نياجرا نفسه.

## جيولوجيا

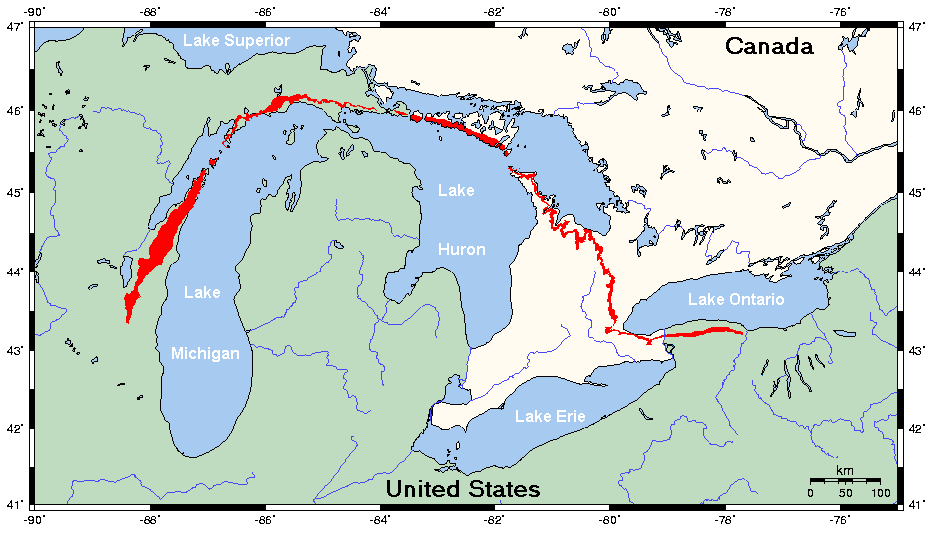
جرف نياجرا (باللون الأحمر). تقع شلالات نياجرا في الوسط الأيمن بين بحيرة أونتاريو وبحيرة إيري.

تشكلت الملامح التي أصبحت عليها شلالات نياجرا بواسطة التجلد في ولاية ويسكونسن منذ حوالي 10 000 سنة. خلّف تراجع الغطاء الجليدي وراءه كمية كبيرة من المياه الذائبة(1) التي ملأت الأحواض التي نحتتها الأنهار الجليدية، وبالتالي تكونت البحيرات العظمى كما نعرفها اليوم. يجادل العلماء بأن هناك واديًا قديمًا، مضيق سانت ديفيد المدفون، مدفونًا بسبب الانجراف الجليدي، في الموقع التقريبي لقناة ويلاند الحالية.
عندما ذاب الجليد، صبت البحيرات العظمى العليا في نهر نياجرا، الذي تبع التضاريس التي أعيد ترتيبها عبر جرف نياجرا. بمرور الوقت، قطع النهر ممرًا أو نجدًا عبر الجرف المواجه للشمال. بسبب تفاعلات ثلاثة تشكيلات صخرية رئيسية، لم تتآكل الطبقة الصخرية بالتساوي. يتكون التكوين الصخري العلوي من الحجر الجيري المقاوم للتآكل والدولوميت من تكوين لوكبورت. تتآكل تلك الطبقة الصلبة من الحجر بشكل أبطأ من المواد الأساسية. تُظهر الصورة الجوية على اليمين بوضوح الغطاء الصلب، تكوين لوكبورت (العصر السيلوري الأوسط)، الذي يقع تحت المنحدرات فوق الشلالات، وتقريبًا الثلث العلوي من جدار المضيق العالي. مباشرة أسفل التكوين الصخري الصلب، الذي يتكون من حوالي ثلثي الجرف، يوجد تكوين روتشستر الأضعف والأكثر نعومة والمنحدر (السيلوري السفلي). يتكون هذا التكوين بشكل أساسي من صخر الطفل الصفحي، على الرغم من وجود طبقات رقيقة من الحجر الجيري. كما تحتوي على مستحاثات قديمة. بمرور الوقت، تسبب النهر في تآكل الطبقة الرخوة التي تدعم الطبقات الصلبة، مما أدى إلى تقويض الغطاء الصخري الصلب، والذي أفسح المجال في أجزاء كبيرة. تكررت هذه العملية مرات لا تحصى، مما أدى في النهاية إلى نحت السقوط.
يوجد تشكيل كوينستون من العصر الأوردوفيشي المتأخر غارقًا في النهر في الوادي السفلي، مخفيًا عن الأنظار، والذي يتكون من صخر الطفل الصفحي والأحجار الرملية الناعمة. تموضعت جميع التكوينات الثلاثة في بحر قديم، ونشأت اختلافاتهم في الصفة من الظروف المتغيرة داخل ذلك البحر. منذ حوالي 10900 عام، كانت شلالات نياجرا بين كوينزتون الحالية، أونتاريو، ولويستون، نيويورك، لكن تآكل قمتها تسبب في تراجع الشلالات ما يقرب من 6.8 ميل (10.9 كـم) جنوبا. شلالات حدوة الحصان، والتي 2,600 قدم (790 م) حوالي 2,600 قدم (790 م) واسعة، غيرت شكلها أيضًا من خلال عملية التآكل؛ تتطور من قوس صغير إلى منعطف حدوة حصان، حتى يومنا هذا العملاق V. فقط أعلى المنبع من موقع السقوط الحالي، تقسم جزيرة غوت مجرى نهر نياجرا، مما أدى إلى فصل شلالات هورسشو الكندية إلى الغرب من وشلالات برايدل فيل الأمريكية إلى الشرق. أبطأت أعمال الهندسة التآكل والركود.
يبلغ معدل التآكل الحالي حوالي 30 سم (1 قدم) في السنة، بانخفاض عن المتوسط التاريخي البالغ 0.91 م (3 قدم) في السنة. وفقًا للجدول الزمني للمستقبل البعيد، في غضون 50 000عام تقريبًا، ستؤدي شلالات نياجرا إلى تآكل الـ 32 كيلومتر (20 ميل) المتبقية إلى بحيرة إيري وتختفي من الوجود.

### جهود الحفظ
في سبعينيات القرن التاسع عشر، كان لدى المشاهدون وصول محدود إلى شلالات نياجرا وكان عليهم في كثير من الأحيان الدفع لنظرة خاطفة، وهدد التصنيع بتقسيم جزيرة غوت لزيادة توسيع التنمية التجارية. أدت التعديات الصناعية الأخرى والافتقار إلى الوصول العام إلى حركة الحفاظ في الولايات المتحدة المعروفة باسم نياجرا الحرة (Free Niagara)، بقيادة شخصيات بارزة مثل فنان مدرسة نهر هدسون فريدريك إدوين تشيرش ومصمم المناظر الطبيعية فريدريك لو أولمستيد والمهندس المعماري هنري هوبسون ريتشاردسون. تقدمت الكنيسة باقتراح إلى اللورد دوفرين، الحاكم العام لكندا، لإجراء مناقشات دولية حول إنشاء حديقة عامة.

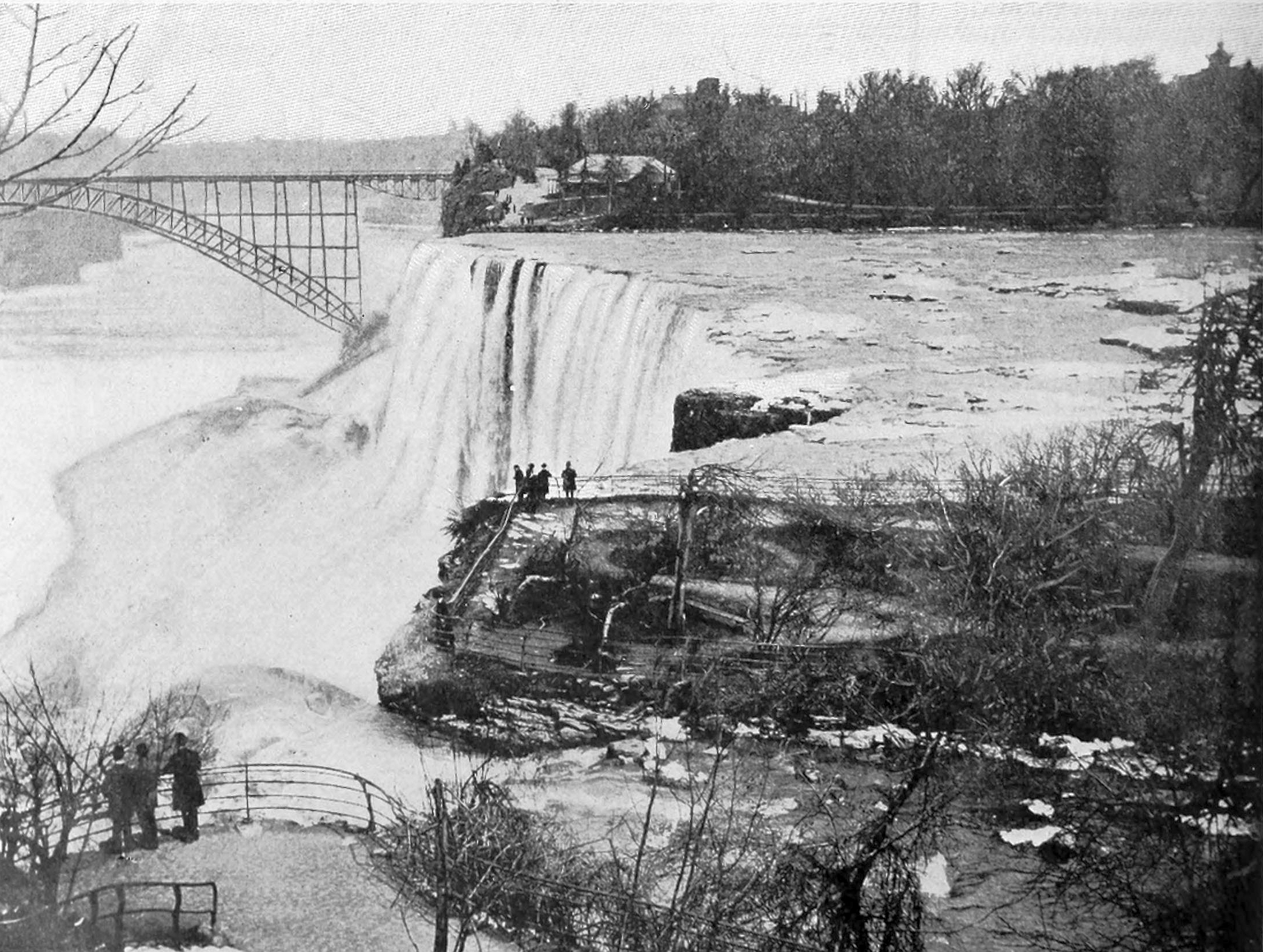
أضرار من الرياح والجليد على جزيرة غوت، 1903

كانت جزيرة غوت أحد مصادر إلهام الجانب الأمريكي من هذا الجهد. قام وليام دورشيمر، الذي حركه المشهد من الجزيرة، بإحضار أولمستيد إلى بوفالو في عام 1868 لتصميم نظام حديقة المدينة وساعد في تعزيز مسيرة أولمستيد. في عام 1879، كلف المجلس التشريعي لولاية نيويورك أولمستيد وجيمس تي غاردنر بمسح الشلال وإنشاء أهم وثيقة أحادية في حركة الحفاظ على نياجرا، وهو تقرير خاص عن الحفاظ على شلالات نياجرا. دعا التقرير إلى شراء الدولة للأراضي ذات المناظر الخلابة المحيطة بشلالات نياجرا من خلال الملكية العامة وترميمها والحفاظ عليها. وصف التقرير استعادة الجمال السابق للشلالات بأنه «واجب مقدس تجاه البشرية». في عام 1883، صاغ حاكم نيويورك جروفر كليفلاند مشروع قانون يسمح بالحصول على أراضٍ محمية لصالح الولاية في نياجرا، وقد شنت جمعية شلالات نياجرا، وهي مجموعة من المواطنين تأسست عام 1882، حملة كبيرة لكتابة الرسائل وحملة عريضة لدعم المنتزه. كان البروفيسور تشارلز إليوت نورتون وأولمستيد من بين قادة الحملة العامة، بينما عارضها حاكم نيويورك ألونزو كورنيل.
تمت مكافأة جهود دعاة الحفاظ على البيئة في 30 أبريل 1885، عندما وقع الحاكم ديفيد ب. هيل تشريعًا لإنشاء محمية نياجرا، أول حديقة ولائية في نيويورك. بدأت ولاية نيويورك في شراء الأراضي من المطورين، بموجب ميثاق نياجرا ريزيرفينج ستيت بارك (Niagara Reservation State Park). في نفس العام، أنشأت مقاطعة أونتاريو حديقة شلالات نياجرا الملكة فيكتوريا لنفس الغرض. على الجانب الكندي، تحكم لجنة حدائق نياجرا استخدام الأراضي على طول مجرى نهر نياجرا بأكمله، من بحيرة إيري إلى بحيرة أونتاريو.
في عام 1887، أصدر أولمستيد وكالفرت فو تقريرًا تكميليًا يشرح بالتفصيل خطط استعادة الشلالات. كان هدفهم هو «استعادة البيئة الطبيعية المحيطة بشلالات نياجرا والحفاظ عليها، بدلاً من محاولة إضافة أي شيء إليها»، وتوقع التقرير أسئلة أساسية. كيف سيوفر دعاة الحفاظ على البيئة إمكانية الوصول دون تدمير جمال الشلالات؟ كيف يمكنهم استعادة المناظر الطبيعية التي دمرها الإنسان؟ لقد خططوا لحديقة ذات طرق خلابة ومسارات وعدد قليل من الملاجئ المصممة لحماية المناظر الطبيعية مع السماح لأعداد كبيرة من الزوار بالاستمتاع بالشلالات. تمت إضافة التماثيل التذكارية والمتاجر والمطاعم وبرج المراقبة الزجاجي والمعدني لعام 1959 في وقت لاحق. يواصل دعاة الحفاظ على البيئة السعي لتحقيق توازن بين رؤية أولمستيد المثالية وحقائق إدارة الجذب السياحي الشهير.
استمرت جهود الحفظ بشكل جيد في القرن العشرين. أقنع كل من هوراس ماكفارلاند ونادي سييرا ونادي جبال الأبلاش كونغرس الولايات المتحدة في عام 1906 بسن تشريع للحفاظ على الشلالات من خلال تنظيم مياه نهر نياجرا. سعى القانون، بالتعاون مع الحكومة الكندية، إلى تقييد تحويل المياه، وأسفرت معاهدة في عام 1909 عن الحد من إجمالي كمية المياه المحولة من الشلالات من قبل الدولتين إلى ما يقرب من 56000 قدم مكعب (1600) م3) في الثانية. ظل هذا القيد ساري المفعول حتى عام 1950.

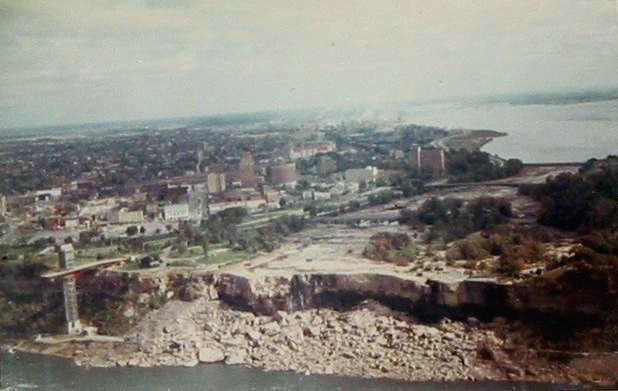
أمريكان فولز "أغلقت" أثناء جهود السيطرة على التعرية عام 1969

لطالما كانت جهود مكافحة التآكل ذات أهمية قصوى. تعيد السدود تحت الماء توجيه التيارات الأكثر ضررًا، كما قُوي الجزء العلوي من الشلالات. في يونيو 1969، حُول نهر نياجرا بالكامل من الشلالات الأمريكية لعدة أشهر من خلال بناء سد مؤقت من الصخور والأتربة. خلال هذا الوقت، رُفعت جثتين من تحت الشلالات، إحداها لرجل شوهد يقفز فوق الشلالات، وآخر لامرأة، اكتشفا بمجرد جفاف الشلالات.
بينما امتصت شلالات هورس شو التدفق الإضافي، قام فيلق القوات البرية الأمريكي الهندسي بدراسة مجرى النهر وقاموا بإغلاق وتقوية أي عيوب وجدوها؛ العيوب التي من شأنها، إذا تركت دون علاج، قد تعجل من تراجع الشلالات الأمريكية. تخلوا عن خطة لإزالة الكومة الضخمة من ركام حصى المودعة في عام 1954 بسبب التكلفة،  وفي نوفمبر 1969، فُجر السد المؤقت بالديناميت، واستعيد التدفق إلى الشلالات الأمريكية. حتى بعد هذه التعهدات، ظلت جزيرة لونا، قطعة الأرض الصغيرة الواقعة بين الشلال الرئيسي وبرايدال ڤيل، محظورة على الجمهور لسنوات بسبب المخاوف من أنها غير مستقرة ويمكن أن تنهار في المضيق.

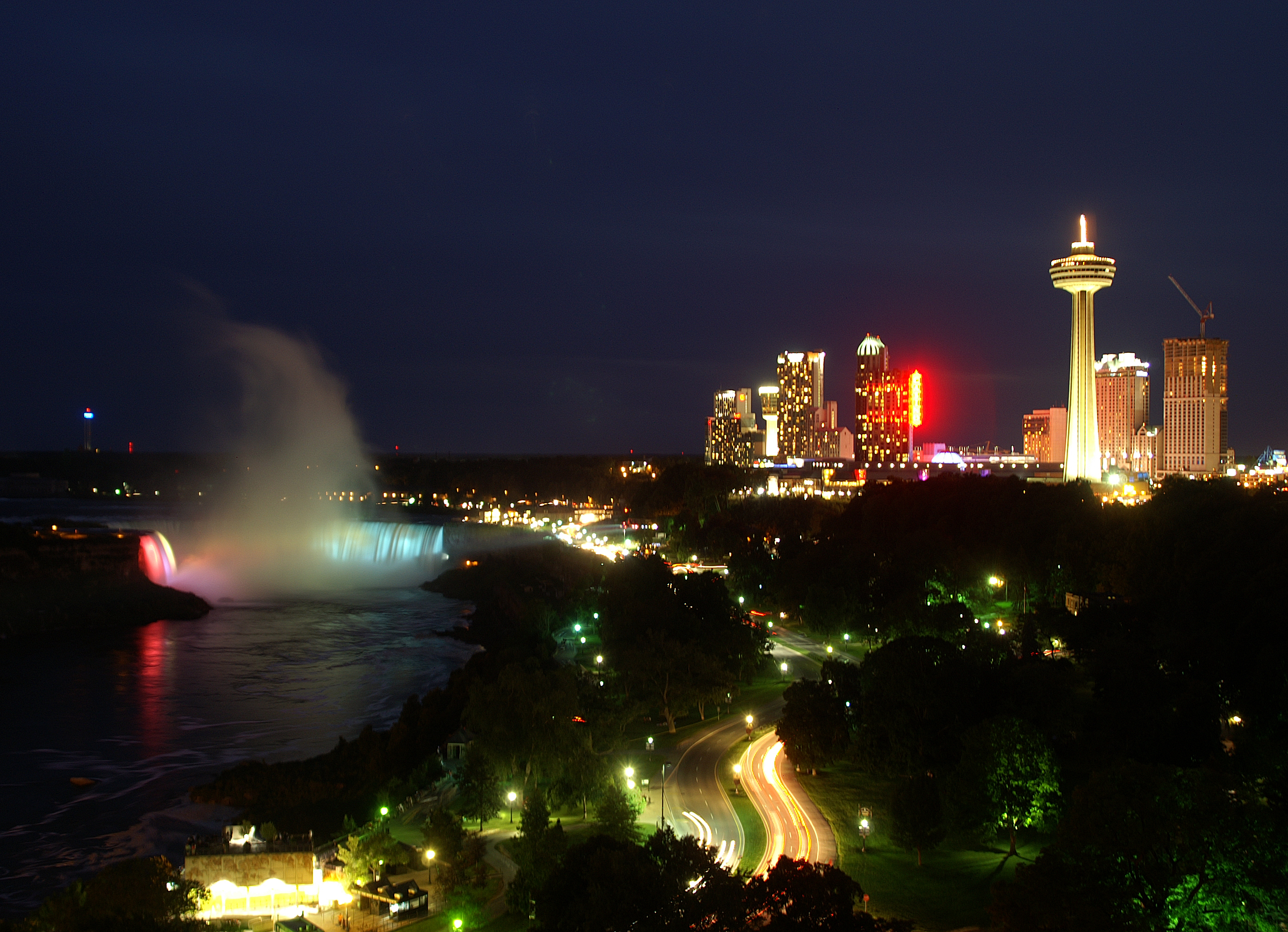
التعدي على المشهد الحضري على الجانب الكندي

استمرت المصالح التجارية في التعدي على الأرض المحيطة بمنتزه الولاية، وتمثل في تشييد العديد من المباني الشاهقة (معظمها فنادق) على الجانب الكندي. والنتيجة هي تغيير كبير وتحضر للمناظر الطبيعية. أشارت إحدى الدراسات إلى أنه تسبب في تغيير اتجاه تدفق الهواء بالقرب من الشلالات. أظهر الطلاب في جامعة جيلف، باستخدام نماذج مصغرة، أنه عندما يمر الهواء فوق الجزء العلوي من الفنادق الجديدة، فإنه يتسبب في حدوث نسيم يتدحرج إلى أسفل الجوانب الجنوبية للمباني ويتسرب في المضيق أسفل الشلالات، حيث يتغذى في دوامة من الرطوبة والهواء. كان الاستدلال أن الزيادة الموثقة في عدد «أيام الضباب» كانت نتيجة لهذه النسمات، حيث تشير أيام الضباب إلى عمود الضباب الذي يصل إلى اليابسة. في عام 1996 كان هناك 29 يوم ضباب مسجل، ولكن بحلول عام 2003 ارتفع هذا العدد إلى 68. استبعدت دراسة أخرى هذا الرأي وربطت إنتاج الضباب بالاختلاف في درجة حرارة الهواء والماء عند الشلالات. ومع ذلك، فإن هذه الدراسة لا تقدم رأيًا حول سبب زيادة أيام الضباب، فقط أن نسائم الفندق سبب غير مرجح.
في عام 2013، بدأت ولاية نيويورك جهدًا لتجديد جزر الأخوات الواقعة في جزيرة غوت. استخدمت ولاية نيويورك الأموال من إعادة ترخيص محطة الطاقة الكهرومائية التابعة لهيئة الطاقة في نيويورك أسفل مجرى النهر في لويستون، نيويورك، لإعادة بناء مسارات المشي على جزر ثري سيسترز وزراعة النباتات المحلية على الجزر. قامت الولاية أيضًا بتجديد المنطقة المحيطة بـنقطة استشراف (Prospect Point) على حافة الشلالات الأمريكية في المتنزه الحكومي.

## تاريخ

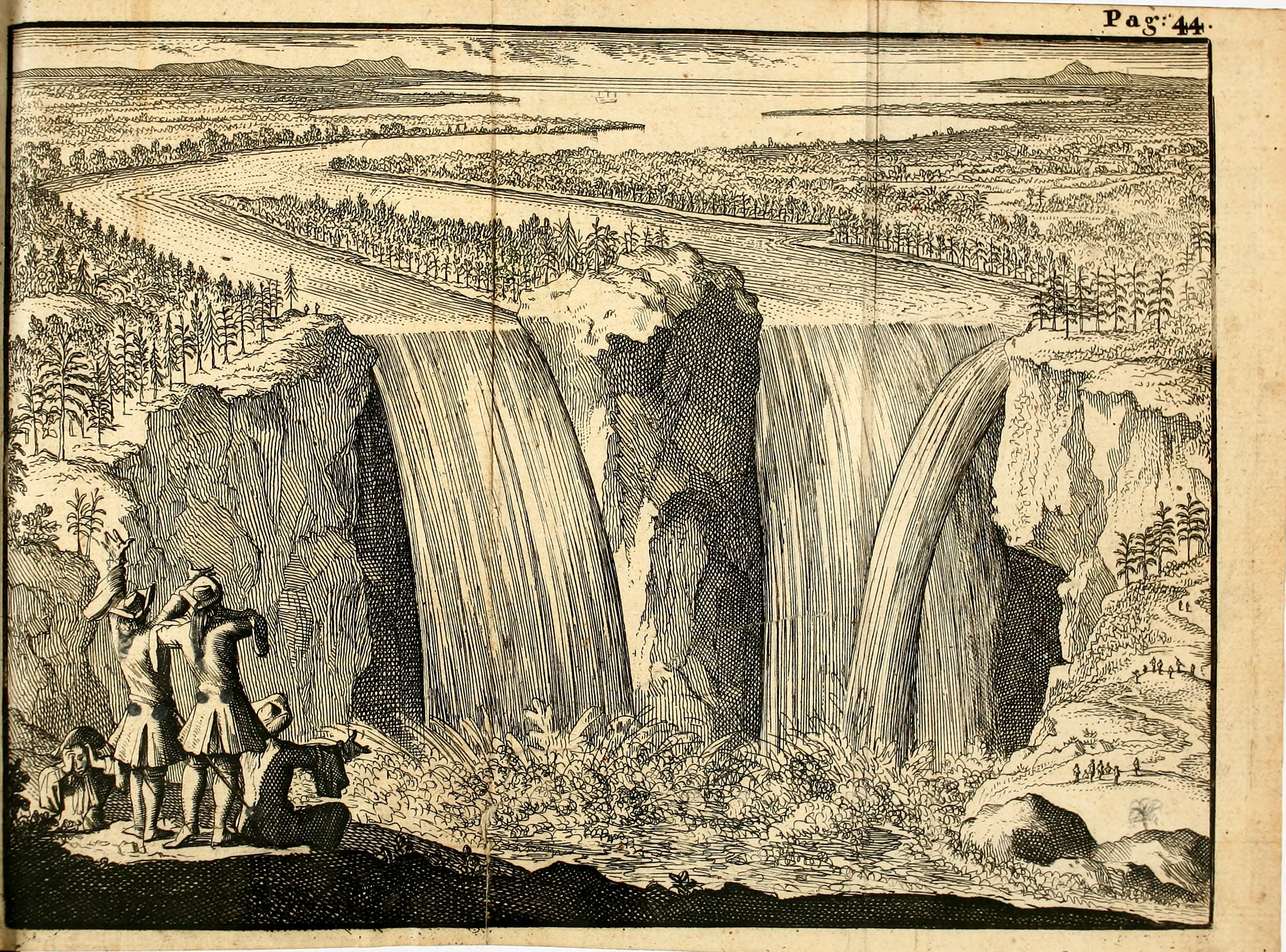
صُور الأب لويس هينبين أمام الشلالات في هذه المطبوعة التي تعود إلى عام 1698.

تختلف النظريات حول أصل اسم الشلالات. وفقًا للباحث الإيروكوي بروس تريجر، فإن نياجرا مشتق من الاسم الذي يطلق على فرع من الأمة المحايدة المحلية، المسمى بشعب نياغاريغا والتي أتى ذكرهم في العديد من الخرائط الفرنسية للمنطقة في أواخر القرن السابع عشر. ووفقا لجورج ستيوارت، يأتي الاسم من أحد مدن الإيروكوي تسمى Onguiaahra،  ومعنى «بقعة من أرض قطعت نصفين». في عام 1847، ذكر مترجم إيروكوا أن الاسم جاء من Jaonniaka-re، أي «بقعة من أرض قطعت نصفين».

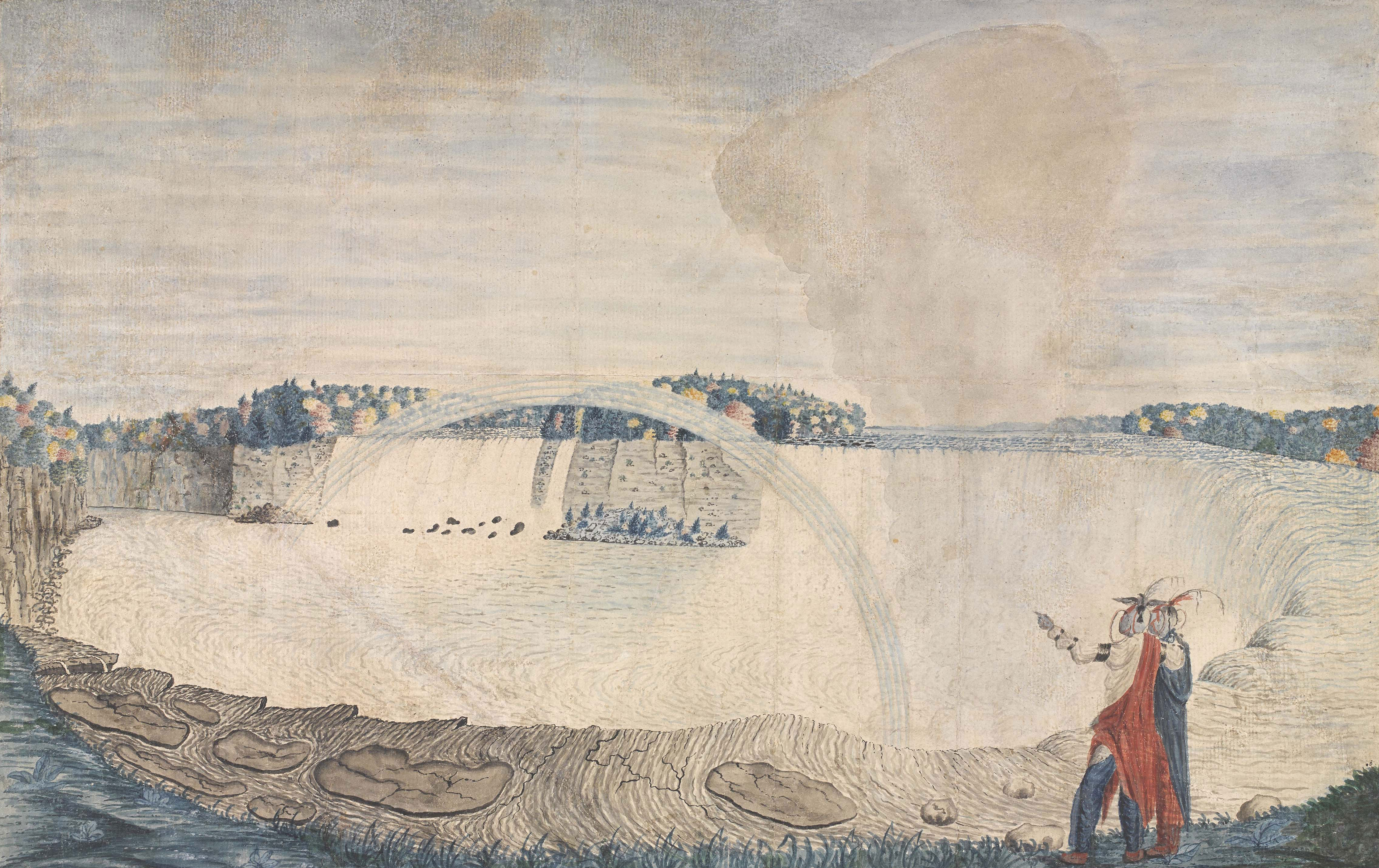
توماس ديفيز، منظر شرقي للشلال العظيم في نياجرا، 1762

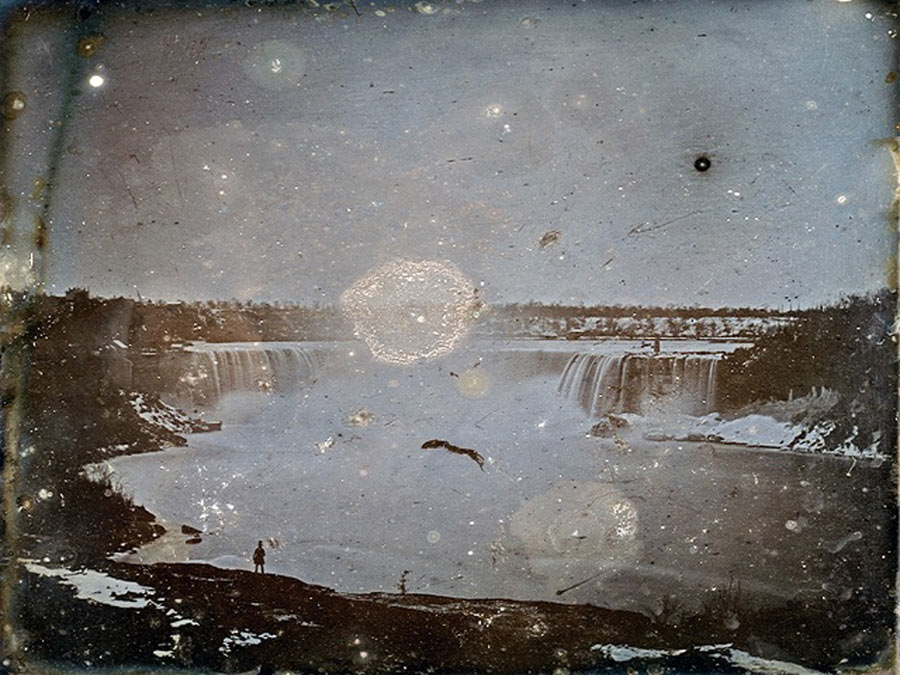
صورة داجيروتايب المقلوبة لليسار واليمين لهيو لي باتينسون (حوالي 1840)، وهي أول صورة معروفة لشلالات نياجرا

أفاد هنري سكولكرافت: «شلالات نياجرا. هذا الاسم موهوكي. وهذا يعني، وفقًا للسيدة. كير، العنق. طُبق المصطلح لأول مرة على النقل أو رقبة الأراضي، بين بحيرات إيري وأونتاريو. من خلال الاستشهاد بمفردات السيد إليوت، (الفصل الحادي عشر) أنه سيتبين أنه رقبة الإنسان، وهذا هو، وفقا لمفردات ملموسة، عنقه،  هو onyara. لفظت لي ريد جاكيت كلمة نياجرا في ربيع عام 1820 كما لو كانت مكتوبة.» O-ne-au-ga-rah.
ذُكر العديد من الشخصيات على أنهم أول الوافدين الأوروبيين الذين شاهدوا شلالات نياجرا. زار الفرنسي صمويل دي شامبلان المنطقة في وقت مبكر من عام 1604 أثناء استكشافه لكندا، وأبلغه أعضاء بعثته بوجود شلالات رائعة التي وصفها في يومياته.. استكشف عالم الطبيعة الفنلندي السويدي بير كالم المنطقة في أوائل القرن الثامن عشر ويُنسب إليه أول وصف علمي للشلالات. المكرم إجماعا على الوصف الأول هو البلجيكي لويس هنبين، الذي لاحظ ووصف حالات السقوط في عام 1677، وذلك قبل كالم، بعد السفر مع المستكشف رينيه روبرت كافيلير، سيور دي لا سال لفت انظار الأوروبيين للشلالات. ومما يزيد الأمور تعقيدًا، وجود أدلة موثوقة على أن المبشر اليسوعي الفرنسي بول راغينو زار الشلالات قبل 35 عامًا من زيارة هينيبين أثناء عمله بين هورون فيرست نيشن في كندا. قد يكون جان دي بريبوف قد زار أيضًا الشلالات، بينما كان يقضي وقتًا مع الأمة المحايدة.
في عام 1762، قام الكابتن توماس ديفيز، ضابط وفنان بالجيش البريطاني، بمسح المنطقة ورسم اللوحة المائية، منظر شرقي للشلال العظيم لنياغارا، أول لوحة شاهد عيان للشلالات.
خلال القرن التاسع عشر، أصبحت السياحة شائعة، وبحلول منتصف القرن أصبحت الصناعة الرئيسية في المنطقة. كانت ثيودوسيا بور ألستون (ابنة نائب الرئيس آرون بور) وزوجها جوزيف ألستون أول زوجين مسجلين يقضيان شهر العسل هناك في عام 1801. زارها جيروم شقيق نابليون بونابرت مع عروسه في أوائل القرن التاسع عشر.
في عام 1825، زار المستكشف البريطاني جون فرانكلين الشلالات أثناء مروره في نيويورك في طريقه إلى كمبرلاند هاوس كجزء من رحلته الثانية في القطب الشمالي، واصفًا إياها بأنها «احتفل بها بحق باعتبارها الأولى في العالم من حيث العظمة».
في مارس 1848، تسبب انسداد جليدي في توقف الشلالات. لم يسقط أي ماء (أو في أحسن الأحوال بضألة) لمدة تصل إلى 40 ساعة. توقفت نواعير المياه، وأغلقت المطاحن والمصانع لعدم وجود كهرباء.

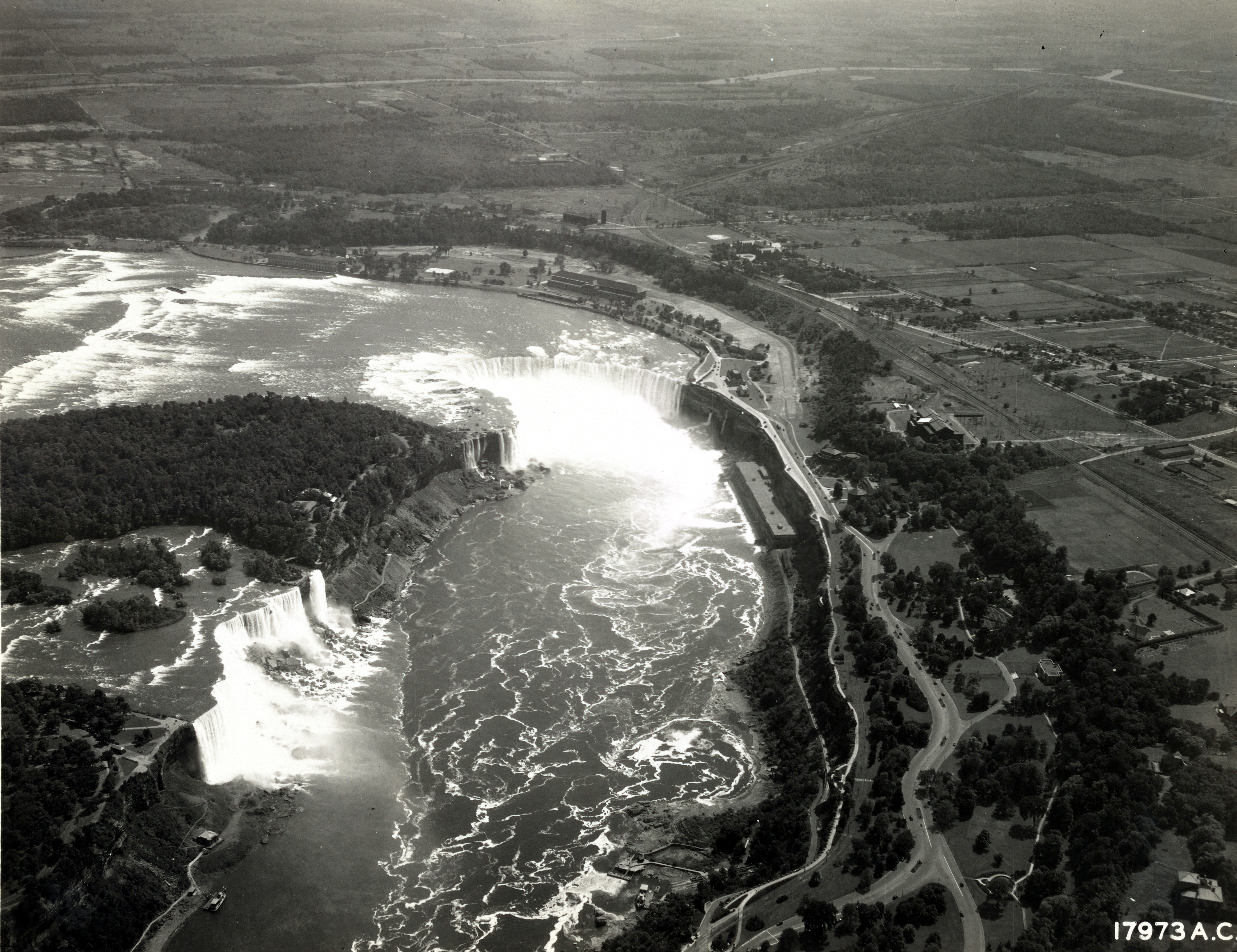
صورة جوية لشلالات نياجارا، 1931

في وقت لاحق من ذلك العام، أدى الطلب على المرور فوق نهر نياجارا إلى بناء جسر للمشاة ثم جسر نياجارا المعلق في تشارلز إليت. حل محله جسر نياجارا فولز المعلق المصمم من طرف جون أوغسطس رويبلينج في عام 1855 بعد الحرب الأهلية الأمريكية، أعلنت شركة نيويورك المركزية للسكك الحديدية عن شلالات نياجارا باعتبارها مركزًا للمتعة وزيارات لشهر العسل. مع زيادة حركة السكك الحديدية، في عام 1886، حل ليفرت باك محل خشب روبلينج والجسر الحجري بجسر يغلب عليه الصلب والذي لا يزال يحمل القطارات فوق نهر نياجارا اليوم. أُنهي أول جسر مقنطر فولاذي بالقرب من الشلالات في عام 1897. يُعرف اليوم باسم جسر ويرلبول رابيدز، وهو يحمل مركبات ركاب وقطارات بين كندا(2) والولايات المتحدة الأمريكية في اتجاه مجرى النهر.
في حوالي عام 1840، سافر الكيميائي الصناعي الإنجليزي هيو لي باتينسون إلى كندا، وتوقف عند شلالات نياجارا لفترة كافية لعمل أول صورة معروفة للشلالات، وهي صورة من نوع داجيري في مجموعة جامعة نيوكاسل. كان يعتقد ذات مرة أن الشكل الصغير الذي يقف مظللًا بقبعة علوية قد تمت إضافته بواسطة نقاش يعمل من الخيال بالإضافة إلى نمط داجيري مصدرًا له، لكن الشكل موجود بوضوح في الصورة. بسبب التعرض الطويل جدًا المطلوب، لمدة عشر دقائق أو أكثر، تفترض وكالة نياجارا باركس الكندية أن الرقم هو باتينسون نفسه. الصورة معكوسة من اليسار إلى اليمين ومأخوذة من الجانب الكندي. قام باتينسون بعمل صور أخرى لشلالات هورس شو وكذلك لروما وباريس. ثم نُقلت إلى نقوش لتوضيح «رحلات داغورين» لنويل ماري بايمال ليريبورس (باريس، 1841-1864).
في 6 أغسطس 1918، علق ماعون قارب مسطح حديدي على الصخور فوق الشلالات. أُنقذ الرجلين على السفينة، لكن السفينة ظلت محاصرة على الصخور في النهر، ولا تزال مرئية هناك في حالة تلف، على الرغم من تغيير موقعها بمقدار 50 مترًا خلال عاصفة في 31 أكتوبر 2019. وقد أشيد بالمتهور ويليام "ريد" هيل الأب بشكل خاص لدوره في عملية الإنقاذ.
بعد الحرب العالمية الأولى، ازدهرت السياحة مرة أخرى، حيث جُعل الوصول بالسيارات إلى الشلالات أسهل بكثير. قصة شلالات نياجارا في القرن العشرين هي إلى حد كبير قصة الجهود المبذولة لتسخير طاقة الشلالات من أجل الطاقة الكهرومائية، وللتحكم في التطور على كلا الجانبين الذي يهدد الجمال الطبيعي للمنطقة. في عام 1941، أكملت لجنة جسر شلالات نياجارا العبور الثالث في المنطقة المجاورة لشلالات نياجارا مع جسر قوس قزح، حيث كانت تنقل المشاة والمركبات بين البلدين والجمارك الكندية والأمريكية لكل دولة.
قبل أواخر القرن العشرين، كان الطرف الشمالي الشرقي لشلالات هورس شو في الولايات المتحدة، يتدفق حول صخور تيرابين، التي كانت متصلة بجزيرة غوت عن طريق سلسلة من الجسور. في عام 1955، مُلئت المنطقة الواقعة بين الصخور وجزيرة غوت، مما أدى إلى إنشاء نقطة تيرابين. في أوائل الثمانينيات من القرن الماضي، ملأ سلاح المهندسين بالجيش الأمريكي المزيد من الأراضي وقام ببناء سدود التحويل والجدران الاستنادية لإجبار المياه على الابتعاد عن نقطة تيرابين. إجمالاً، قُضي على 122 متر (400 قدم) من شلالات هورس شو، ويتضمن ذلك 30.5 متر (100 قدم) على الجانب الكندي. وفقًا للمؤلف جينجر ستراند، فإن شلالات هورس شو موجودة الآن بالكامل في كندا. وتقول مصادر أخرى إن «معظم» شلالات هورس شو موجود في كندا.

### تاريخ التجمد

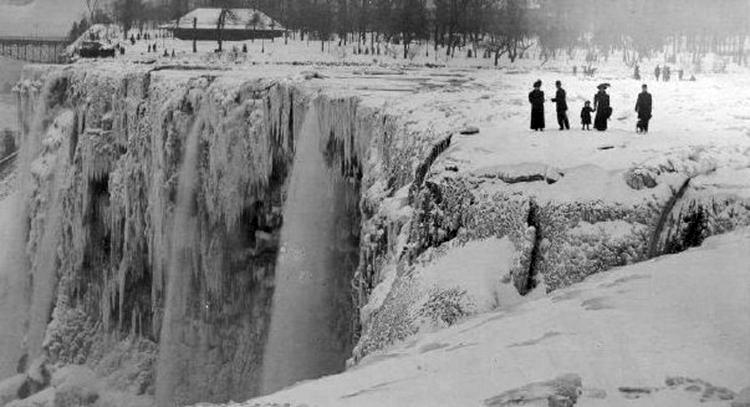
شلالات نياجرا المجمدة 1911

كان التجمد الوحيد المسجل للنهر والشلالات ناتجًا عن ازدحام الجليد في 29 مارس 1848. في عام 1912، تجمدت الشلالات الأمريكية تمامًا لكن الشلالات الأخرى استمرت في التدفق. على الرغم من أن الشلالات تتجمد عادة في معظم فصول الشتاء، إلا أن النهر والشلالات لا تتجمد تمامًا. سُجل في سنوات 1885 و 1902 و 1906 و1911 و 1932 و 1936 و 2014 و 2017 و 2019 تجميد جزئي للشلالات.
كانت تسمية «الجسر الجليدي» شائعةً أيضًا في سنوات معينة عند قاعدة الشلالات وكان يستخدمه الأشخاص الذين أرادوا عبور النهر قبل بناء الجسور. خلال بعض فصول الشتاء، كان سمك الغطاء الجليدي يتراوح من 12 مترًا إلى 30 مترًا ولكن هذا السُمك لم يحدث منذ عام 1954. قيل إن سمك جسر الجليد عام 1841 لا يقل عن 100 قدم (30 م). في 12 فبراير 1912، بدأ الجسر الجليدي الذي تشكل في 15 يناير في الانهيار بينما كان الناس لا يزالون عليه. هرب الكثيرون لكن ثلاثة منهم ماتوا خلال الحدث الذي سمي فيما بعد بكارثة أو مأساة جسر الجليد.

### تاريخ الجسور

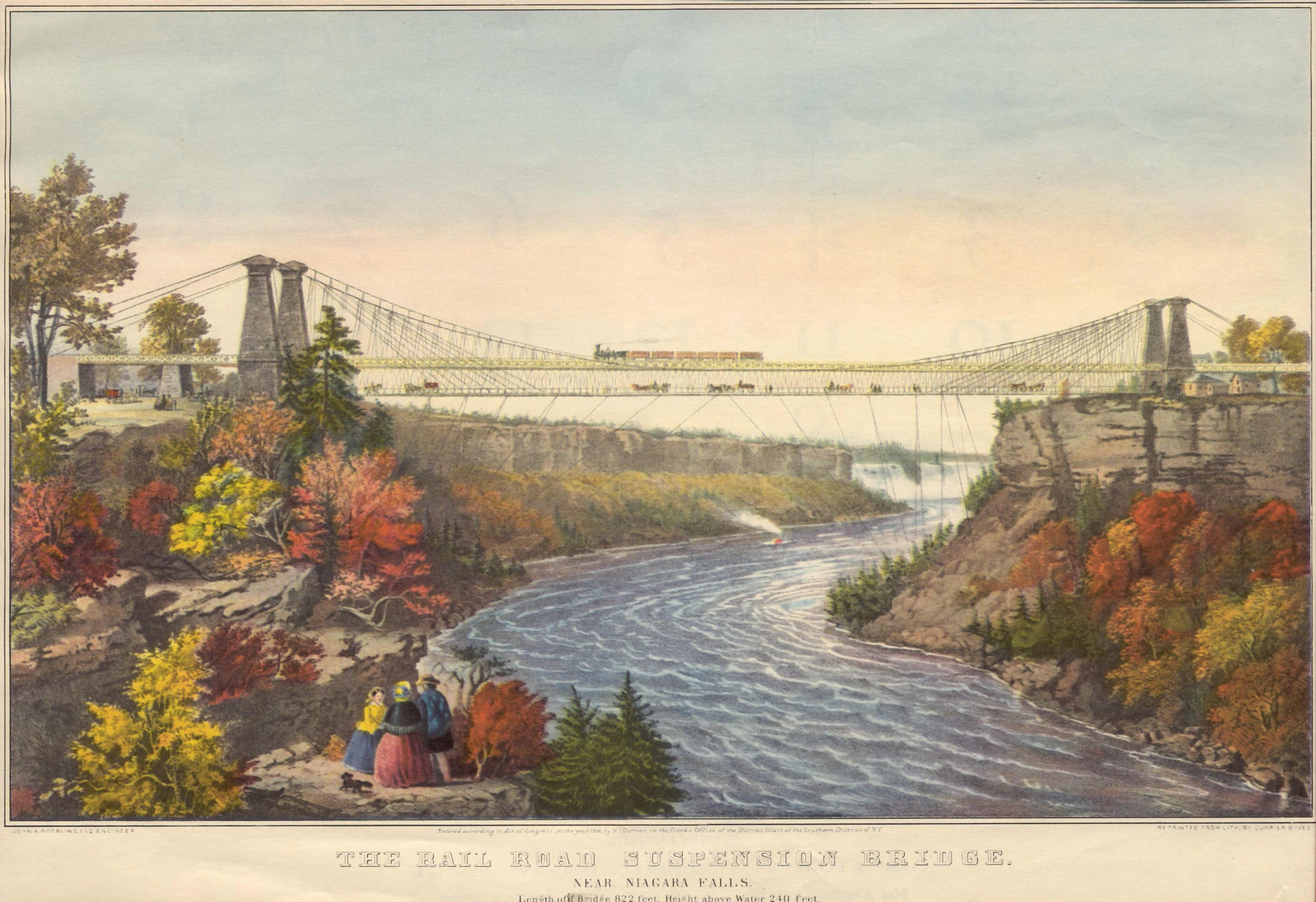
طباعة حجرية ملونة يدوياً لجسر نياجرا المعلق (مزدوج السطح)، كاليفورنيا. 1856

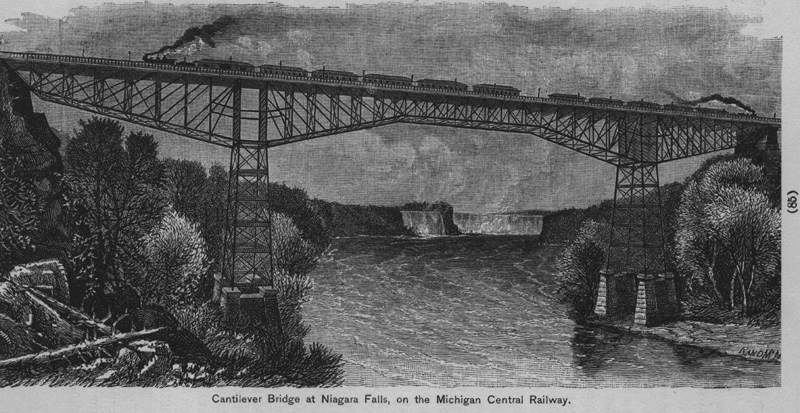
جسر نياجرا الكابولي، كاليفورنيا. 1895

امتد عدد من الجسور على نهر نياجرا في المنطقة المجاورة العامة للشلالات. الأول، ليس بعيدًا عن ويرلبول، كان جسرًا معلقًا فوق المضيق. فُتح للاستخدام العمومي في يوليو 1848 وظل قيد الاستخدام حتى عام 1855. صُمم جسر ثان في منطقة الشلالات العليا، بمستويين أو طابقين، أحدهما للاستخدام بواسطة سكة حديد غريت ويسترن. افتتح جسر شلالات نياجرا المعلق هذا في عام 1855. في عام 1882، سيطرت شركة غراند ترانك للسكك الحديدية على السطح الثاني بعد أن استوعبت شركة غريت ويسترن. أجريت تحسينات هيكلية كبيرة في أواخر سبعينيات القرن التاسع عشر ثم في عام 1886؛ ظل هذا الجسر قيد الاستخدام حتى عام 1897.

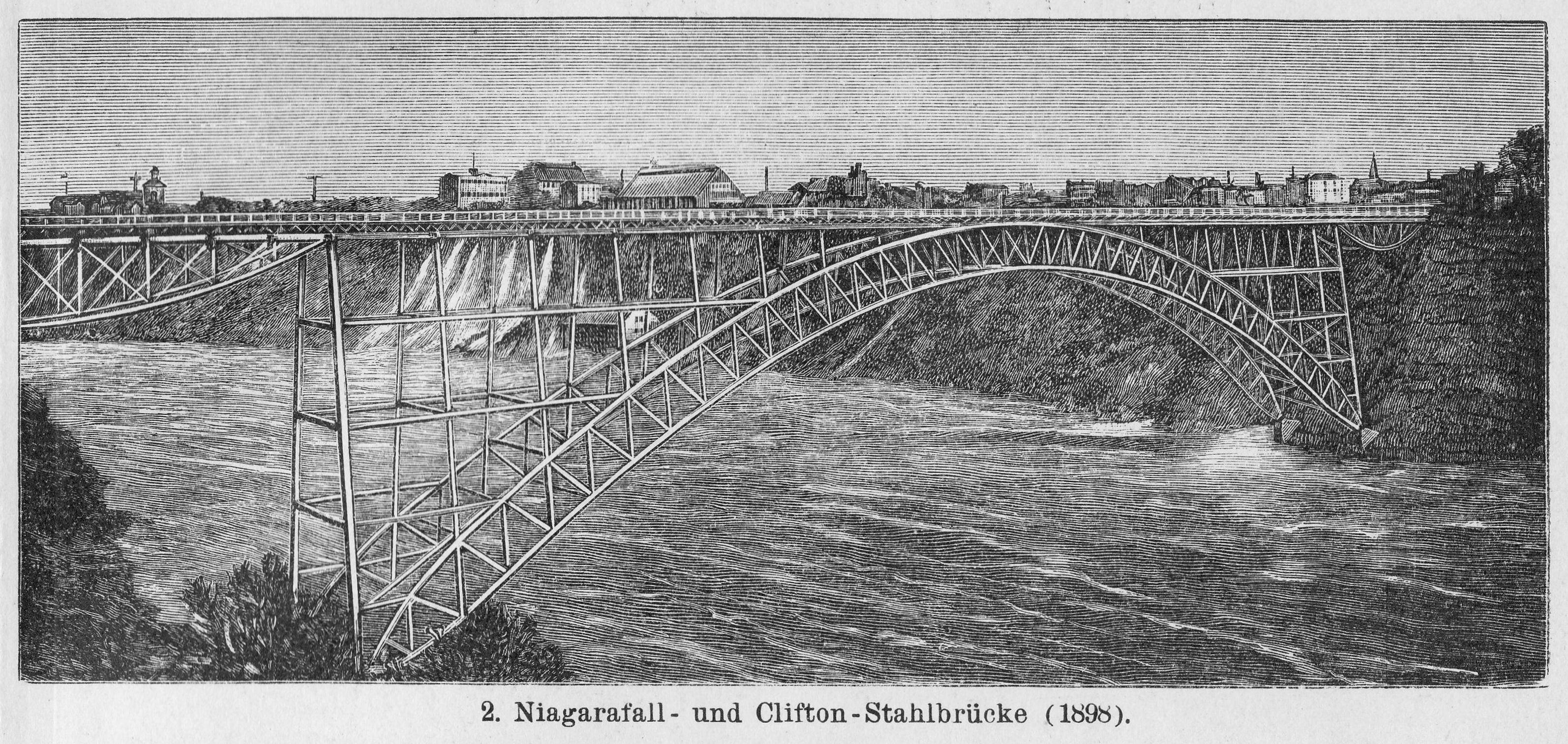
جسر القوس الفولاذي العلوي ("شهر العسل")، كاليفورنيا. 1898

نظرًا لحجم حركة المرور، قُرر إنشاء جسر مقوس جديد قريب: تحت وحول الجسر الحالي. بعد افتتاحه في سبتمبر 1897، اتخذ قرار لإزالة وإلغاء جسر السكك الحديدية المعلق. عُرف هذا الجسر الجديد في البداية باسم قوس سكة حديد نياجرا، أو جسر القوس الصلب السفلي؛ كان له طابقان، الطابق السفلي يستخدم للعربات والطابق العلوي للقطارات. في عام 1937، أعيدت تسميته جسر ويرلبول رابيدز ولا يزال قيد الاستخدام حتى اليوم. تمت الإشارة إلى جميع الهياكل التي بنيت حتى ذلك الوقت باسم جسور نياجرا السفلى وكانت على مسافة من الشلالات.
كان الجسر الأول في ما يسمى بمنطقة نياجرا العليا (أقرب إلى الشلالات) عبارة عن هيكل معلق من مستويين افتتح في يناير 1869؛ دُمر خلال عاصفة شديدة في يناير 1889. بُني البديل بسرعة وافتتح في مايو من نفس العام. من أجل التعامل مع حركة المرور الكثيفة، أنشئ جسر ثان، أقرب قليلاً إلى الشلالات الأمريكية. كان هذا مصنوعًا بالكامل من الفولاذ وفتح أمام حركة المرور في يونيو 1897؛ كان يُعرف باسم جسر القوس الفولاذي العلوي، ولكن غالبًا ما كان يُطلق عليه اسم جسر شهر العسل. تضمن المستوى الفردي مسارًا للعربات ومساحة للعربات والمشاة. أدى التصميم إلى أن يكون الجسر قريبًا جدًا من سطح النهر وفي يناير 1938، تسبب ازدحام جليدي في التواء الإطار الفولاذي للجسر الذي انهار لاحقًا في 27 يناير 1938.

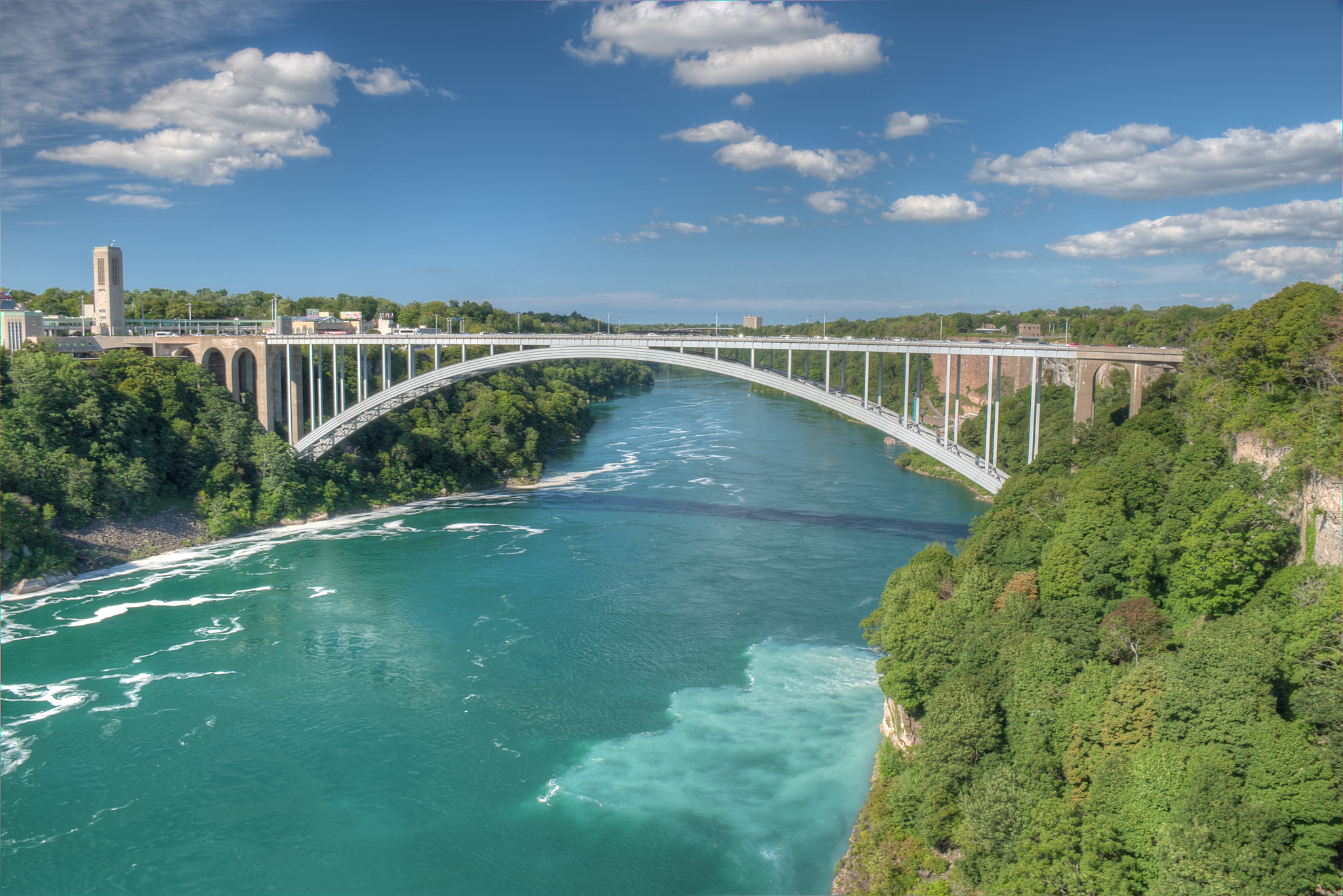
جسر قوس قزح، أول جسر يقع في اتجاه مجرى النهر

صمم كورنيليوس فاندربيلت جسر نياجرا السفلى آخر في عام 1883 لاستخدامه بواسطة السكك الحديدية في موقع على بعد حوالي 200 قدم جنوب الجسر المعلق للسكك الحديدية. كان هذا بتصميم مختلف تمامًا؛ كان جسرًا كابوليًا لتوفير قوة أكبر. كان لجسر نياجرا الكابولي اثنين من الكابول التي رُبطت بأقسام فولاذية؛ وافتتح رسميًا في ديسمبر 1883 وأُجريت تحسينات على مر السنين من أجل هيكل أقوى. مع تزايد حركة السكك الحديدية، قررت شركة ميتشيغان سنترال للسكك الحديدية بناء جسر جديد في عام 1923، ليكون موجودًا بين جسر القوس الصلب السفلي وجسر الكابول. افتتح جسر ميتشيغان المركزي للسكك الحديدية في فبراير 1925 وظل قيد الاستخدام حتى أوائل القرن الحادي والعشرين. تمت إزالة جسر الكابول وإلغائه بعد فتح جسر السكك الحديدية الجديد. ومع ذلك، أُدخل في قاعة مشاهير سكة حديد أمريكا الشمالية في عام 2006.
كان هناك نزاع طويل حول الوكالة التي يجب أن تبني بديلًا لقوس سكة حديد نياجرا، أو جسر القوس الصلب السفلي في منطقة نياجرا العليا. عندما حُلّ ذلك، بدأ بناء جسر فولاذي في فبراير 1940. أطلق عليه اسم جسر قوس قزح، ويتميز بممرين لحركة المرور يفصل بينهما حاجز، افتتح هذا في نوفمبر 1941. لا يزال قيد الاستخدام اليوم.

## التأثير على الصناعة والتجارة

### طاقة كهرومائية

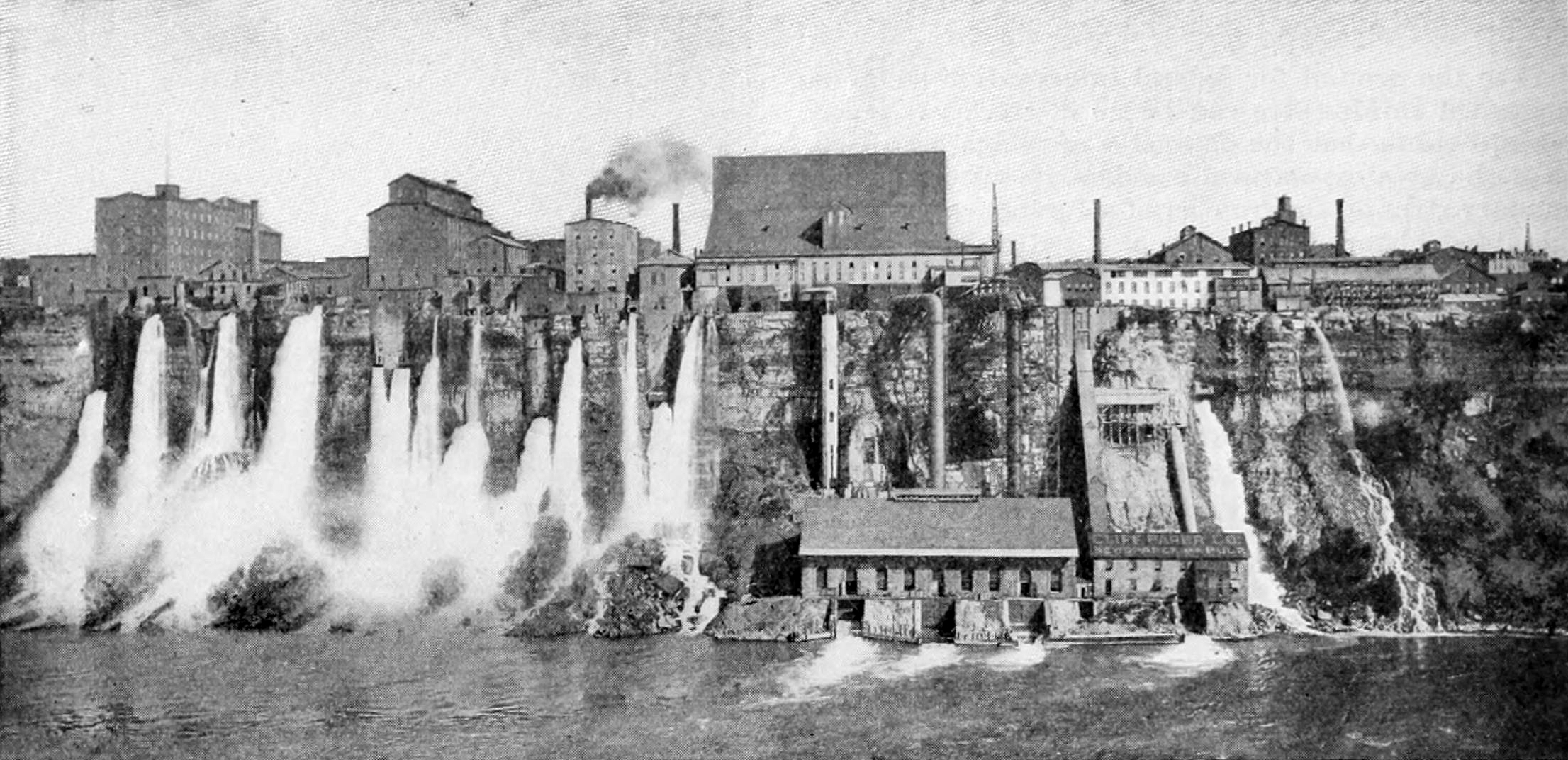
جانب نيويورك من نياجرا جورج، ج. 1901

لطالما أُعترف بالطاقة الهائلة لشلالات نياجرا مصدرًا هائلًا للطاقة. كان أول جهد معروف لتسخير المياه في عام 1759، عندما بنى دانيال جونكير قناة صغيرة فوق الشلالات لتزويد منشرته بالطاقة. اشترى أوغسطس وبيتر بورتر هذه المنطقة وكل الشلالات الأمريكية في عام 1805 من حكومة ولاية نيويورك، وقاموا بتوسيع القناة الأصلية لتوفير الطاقة الهيدروليكية لطاحونة الطحين والدباغة. في عام 1853، استئأجرت شركة شلالات نياجرا للطاقة الهيدروليكية والتعدين، والتي قامت في النهاية ببناء القنوات التي استخدمت لتوليد الكهرباء. في عام 1881، تحت قيادة جاكوب ف. شولكوف، بنيت أول محطة لتوليد الطاقة الكهرومائية في نهر نياجارا. سقط الماء من علو 86 قدم (26 م) وولّد تيارًا كهربائيًا مستمرًا والتي أدار آلات المطاحن المحلية وأضاء بعض شوارع القرية.
شكلت شركة نياغارا فولز للطاقة، وهي سليل شركة شويلكوف، شركة الساد برئاسة إدوارد دين ادامز،  بهدف توسيع قدرة شلالات نياجرا. في عام 1890، ناقشت لجنة نياجرا الدولية المكونة من خمسة أعضاء برئاسة السير ويليام طومسون من بين علماء بارزين آخرين توسيع قدرة نياجرا الكهرومائية بناءً على سبعة عشر اقتراحًا، لكن لم تتمكن من اختيار أي منها كأفضل مشروع مشترك لتطوير وتوزيع الهيدروليك. في عام 1893، وُقع تعاقد مع شركة ويستينغهاوس إلكتريك(3) لتصميم نظام لتوليد التيار المتردد في شلالات نياجرا، وبعد ذلك بثلاث سنوات من هذا التيار المتردد واسع النطاق. أُنشئ نظام الطاقة(4). يظل بيت المحولات في محطة آدمز للطاقة علامة فارقة للنظام الأصلي.

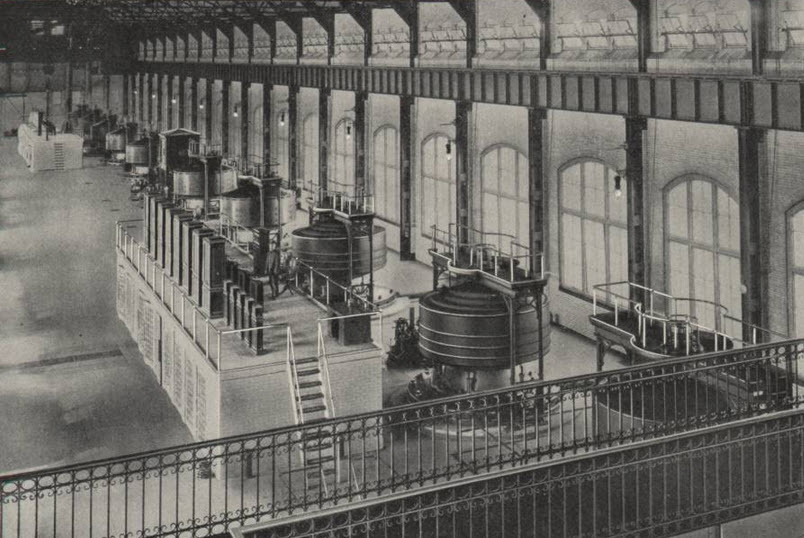
عشرة مولدات وستنجهاوس بقوة 5000 حصان في محطة إدوارد دين آدامز للطاقة

بحلول عام 1896، كان التمويل من الحدبة بما في ذلك جي بي مورغان وجون جاكوب أستور الرابع وفاندربيلتس قد غذى بناء قنوات عملاقة تحت الأرض تؤدي إلى توربينات تولد ما يزيد عن 100,000 حصان (75 مجو)، أرسلت حتى بوفالو، مسافة 20 ميل (32 كـم). أُنشئت بعض التصميمات الأصلية لمحطات نقل الطاقة من قبل شركة فيش وبيكارد السويسرية، والتي قامت أيضًا ببناء نواعير أصلية بقوة 5000 حصان.
بدأت الشركات الخاصة على الجانب الكندي أيضًا في تسخير طاقة الشلالات. في نهاية المطاف، وضعت حكومة أونتاريو عمليات نقل الطاقة تحت السيطرة العامة في عام 1906، ووزعت طاقة نياجرا على أجزاء مختلفة من المقاطعة الكندية.
كما بُنيت محطات طاقة مائية أخرى على طول نهر نياجارا. ولكن في عام 1956، وقعت كارثة عندما دمرت جزئيًا أكبر محطة للطاقة الكهرومائية في المنطقة في انهيار أرضي. أدى هذا إلى خفض إنتاج الطاقة بشكل كبير ووضع عشرات الآلاف من وظائف التصنيع على المحك. في عام 1957، أصدر الكونجرس قانون إعادة تطوير نياجارا، والذي منح سلطة الطاقة في نيويورك الحق في التطوير الكامل لحصة الولايات المتحدة من إمكانات الطاقة الكهرومائية لنهر نياجارا.

في عام 1961، عندما صار مشروع شلالات نياجارا الكهرومائية موصولًا، كان أكبر مرفق للطاقة الكهرومائية في العالم الغربي. اليوم، لا تزال نياجارا أكبر منتج للكهرباء في ولاية نيويورك، بقدرة توليد تبلغ 2.4 جيجاوات. يصل حجم الماء المحول من نهر نياجارا عبر قنوات تحت مدينة شلالات نياجارا إلى محطتي لويستون وروبرت موسيس لتوليد الطاقة إلى 1,420 متر مكعب (380,000 غال-أمريكي) في الثانية. حاليًا حُول ما بين 50 ٪ و75 ٪ من تدفق نهر نياجارا عبر أربعة أنفاق ضخمة أنشأت بعيدًا عن الشلالات. ثم تمر المياه عبر التوربينات الكهرومائية التي تزود المناطق القريبة من كندا والولايات المتحدة بالطاقة قبل أن تعود إلى النهر بعد الشلالات. تقوم هذه المياه بتدوير التوربينات التي تعمل على توليد الطاقة، وتحول الطاقة الميكانيكية إلى طاقة كهربائية. عندما يكون الطلب على الكهرباء منخفضًا، يمكن أن تعمل وحدات لويستون كمضخات لنقل المياه من الخليج السفلي إلى خزان المحطة، مما يسمح باستخدام هذه المياه مرة أخرى خلال النهار عندما يصل استخدام الكهرباء إلى ذروته. خلال ذروة الطلب على الكهرباء، تنعكس مضخات لويستون وتصبح في الواقع مولدات، على غرار تلك الموجودة في مصنع موسيس.

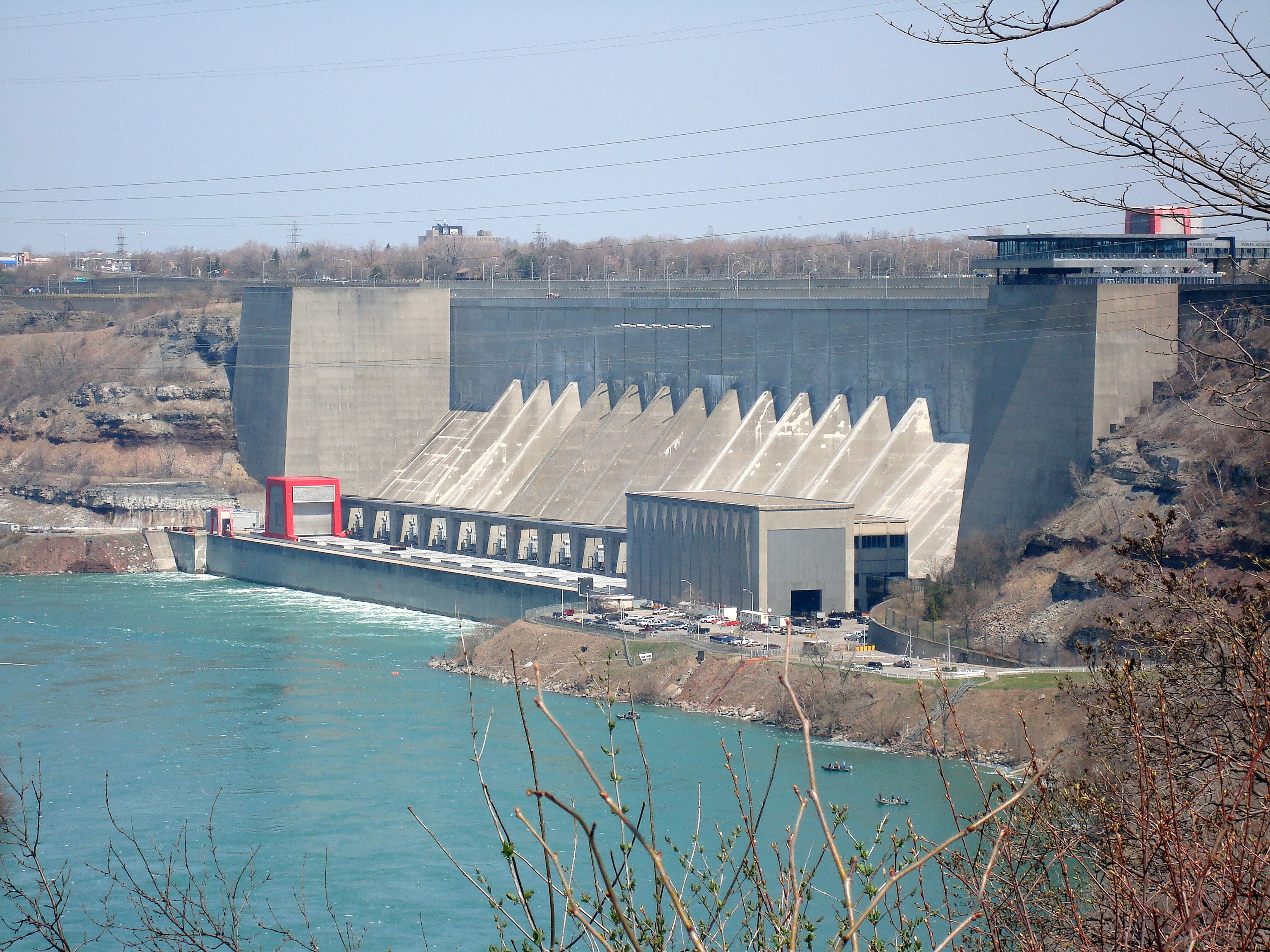
محطة روبرت موسيس نياجارا لتوليد الكهرباء في لويستون، نيويورك

للحفاظ على الجمال الطبيعي لشلالات نياجارا، حددت معاهدة عام 1950 التي وقعتها الولايات المتحدة وكندا للحد من استخدام محطات الطاقة للمياه. تسمح المعاهدة بأقصى تحويل في فصل الصيف في الليل عندما يكون عدد السياح قليل وخلال أشهر الشتاء عندما يكون عدد السياح قليل. تنص هذه المعاهدة، المصممة لضمان تدفق «ستارة غير منقطعة من الماء» فوق الشلالات، على أنه خلال النهار خلال الموسم السياحي (من 1 أبريل إلى 31 أكتوبر) يجب أن يكون هناك 100 000قدم مكعب في الثانية (2 800 م3/ ث) من تدفق المياه فوق الشلالات، وخلال الليل وفي غير موسم السياحة يجب أن يكون هناك 50 000قدم مكعب في الثانية (1 400 م3 / ث) من المياه المتدفقة فوق الشلالات. راقب مجلس نياجارا الدولي هذه المعاهدة باستخدام محطة قياس الإدارة الوطنية للمحيطات والغلاف الجوي (NOAA) فوق الشلالات. خلال فصل الشتاء، تعمل هيئة الطاقة في نيويورك مع أونتاريو لتوليد الطاقة لمنع الجليد على نهر نياجارا من التدخل في إنتاج الطاقة أو التسبب في غمر ممتلكات الخط الساحلي. أحد جهودهم المشتركة هو ذراع جليدي بطول 8,800 قدم (2,700 م)، الذي تمنع تراكم الجليد، ولكنه يسمح للماء بمواصلة التدفق في اتجاه مجرى النهر. بالإضافة إلى الحد الأدنى من حجم المياه، خُفضت قمة شلالات هورس شو للحفاظ على «ستارة من الماء» غير منقطعة.
أقوى المحطات الكهرومائية على نهر نياجارا هي السير آدم بيك 1 و2 على الجانب الكندي ومحطة روبرت موسيس نياجارا للطاقة ومحطة توليد مضخات لويستون على الجانب الأمريكي. يمكن لمحطات التوليد في نياجارا معًا إنتاج حوالي 4.4 جيجاوات من الطاقة.
في أغسطس 2005، بدأت شركة أونتاريو لتوليد الطاقة، المسؤولة عن محطات سير آدم بيك، مشروع هندسة مدنية كبير، يسمى مشروع نفق نياجارا، لزيادة إنتاج الطاقة من خلال بناء نفق تحويل المياه بقطر 12.7 متر (42 قدم) 12.7 متر (42 قدم) وطول 10.2 كيلومتر (6.3 ميل). تُشغله رسميًا في مارس 2013، مما ساعد على زيادة سعة لوحة المولدات بمقدار 150 ميجاوات. لقد فعلت ذلك عن طريق سحب المياه من مكان بعيد أعلى نهر نياجارا مما كان ممكنًا مع الترتيب الموجود مسبقًا. قدم النفق طاقة كهرومائية جديدة لما يقرب من 160.000 منزل.

### المواصلات

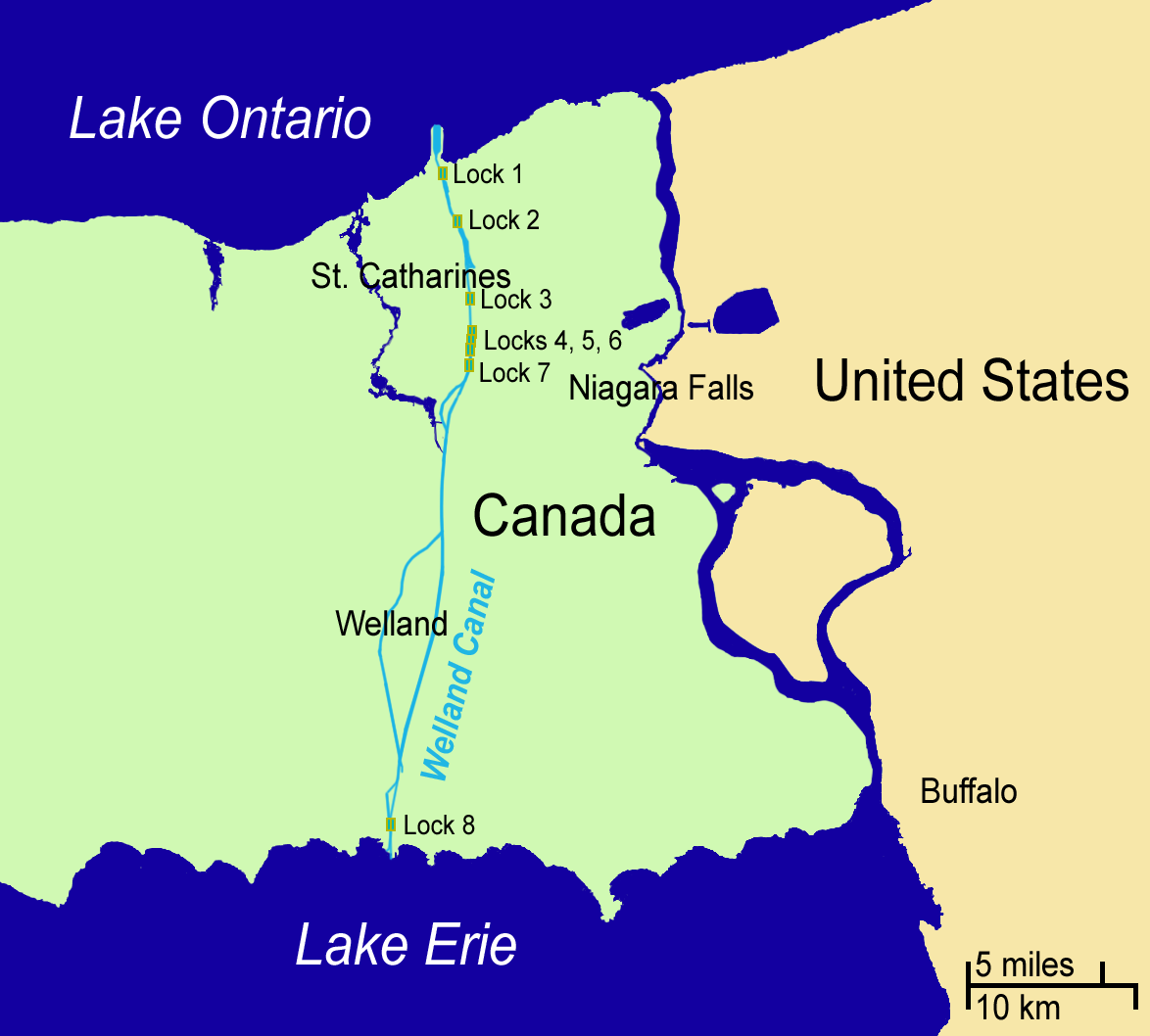
تربط قناة ويلاند بحيرة أونتاريو وبحيرة إيري من خلال سلسلة من ثمانية أقفال، مما يسمح للسفن بتجاوز ارتفاع شلالات نياجرا

يمكن للسفن تجاوز شلالات نياجارا عن طريق قناة ويلاند، التي حُسنت ودمجت في طريق سانت لورانس البحري في منتصف الخمسينيات من القرن الماضي. بينما أدى الممر البحري إلى تحويل حركة مرور المياه من بوفالو المجاورة وأدى إلى زوال مصانع الصلب والحبوب فيها، ازدهرت الصناعات الأخرى في وادي نهر نياجارا بمساعدة الطاقة الكهربائية التي ينتجها النهر. ومع ذلك، منذ سبعينيات القرن الماضي، تدهورت المنطقة اقتصاديًا.
ترتبط مدن نياجارا فولز بأونتاريو، كندا، ونياجارا فولز، بنيويورك، الولايات المتحدة بجسرين دوليين:
- جسر قوس قزح، الذي يقع أسفل النهر مباشرة من الشلالات، يوفر أقرب منظر للشلالات وهو مفتوح لحركة مرور المركبات غير التجارية والمشاة
- جسر ويرلبول رابيدز الذي يقع على بعد 1 ميل (1.6 كـم) شمال جسر قوس قزح وهو أقدم جسر فوق نهر نياجارا.

سُمي مطار شلالات نياجارا الدولي القريب ومطار بوفالو نياجارا الدولي على اسم الشلال، وكذلك جامعة نياجارا وعدد لا يحصى من الشركات المحلية وحتى كويكب.

## على مدى الشلالات

### القفزات والغطس والمشي

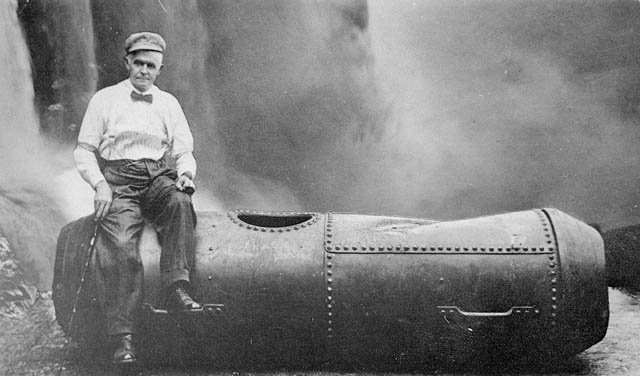
بوبي ليتش وبراميله بعد رحلته فوق شلالات نياجارا (1911 صورة)

في أكتوبر 1829، قفز سام باتش، الذي أطلق على نفسه اسم «يانكي ليبستر»، من برج عالٍ إلى الخانق أسفل الشلالات ونجا؛ بدأ هذا تقليدًا طويلًا من المتهورين الذين يحاولون تجاوز الشلالات.
غرق الكابتن الإنجليزي ماثيو ويب، وهو أول رجل يسبح في القناة الإنجليزية، في عام 1883 وهو يحاول السباحة في منحدرات النهر عبر الشلالات.

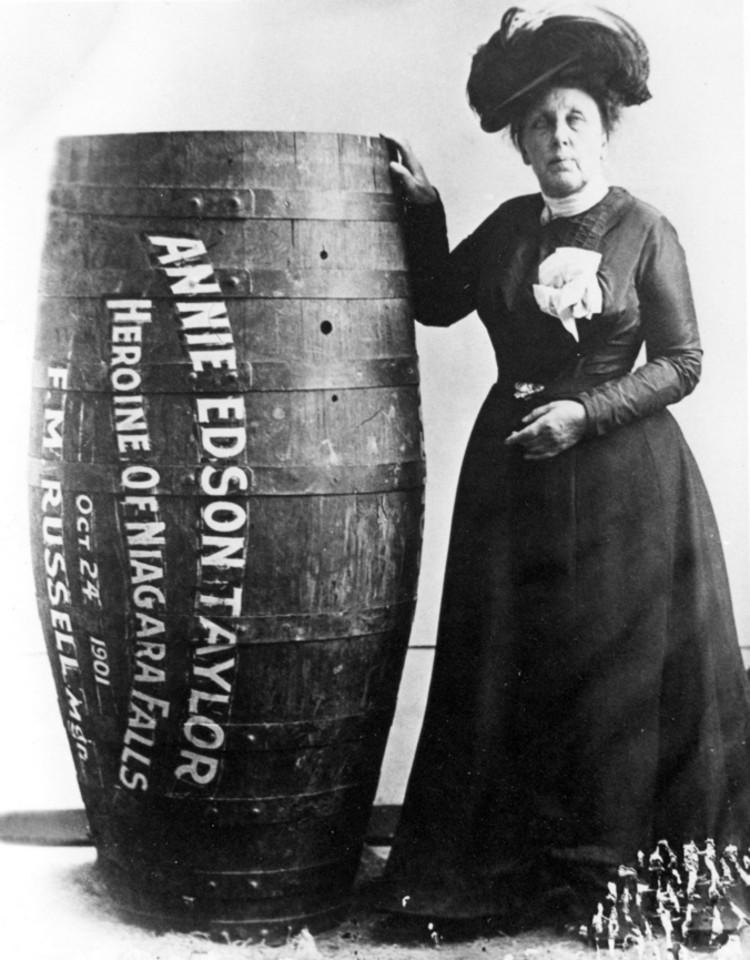
آني إدسون تايلور تتظاهر ببرميل خشبي (1901)

في 24 أكتوبر 1901، أصبحت آني إدسون تيلور، معلمة مدرسة ميتشيغان البالغة من العمر 63 عامًا، أول شخص يتخطى الشلالات في برميل باعتباره حيلة دعائية؛ فلقد نجت وأصيبت بنزيف لكنها بقيت سليمة. بعد فترة وجيزة من خروجها من البرميل، قالت «لا ينبغي لأحد أن يفعل ذلك مرة أخرى». قبل محاولة تايلور، أرسلت قطتها المحلية المسماة اياجرا في 19 أكتوبر فوق شلالات هورس شو في برميلها لاختبار قوتها. على عكس الشائعات في ذلك الوقت، نجت القطة من الشلالات دون أن تصاب بأذى وصُورت لاحقًا مع تايلور في الصور. منذ رحلة تايلور التاريخية، ذهب أكثر من عشرة أشخاص عمدًا إلى الشلالات في أو على جهاز، على الرغم من نصيحتها. وقد نجا البعض دون أن يصاب بأذى، بينما غرق آخرون أو أصيبوا بجروح بالغة. الناجون يواجهون تهمًا وغرامات صارمة، لأنه من غير القانوني الآن، على جانبي الحدود، محاولة تجاوز الشلالات.
ذهب بوبي ليتش فوق شلالات هورس شو في برميل من الفولاذ الخام في عام 1911، واحتاج إلى الإنقاذ من قبل ويليام «ريد» هيل الأب. عاد هيل مرة أخرى لإنقاذ ليتش بعد محاولته الفاشلة للسباحة في مضيق نياجارا في عام 1920.
في عام 1918، كانت هناك كارثة قريبة عندما كسرت بارجة تعمل في أعلى النهر، والمعروفة محليًا باسم نياجرا سكو، خط السحب الخاص بها وكادت أن تغرق فوق الشلالات. أُنقذ العاملان على متن القارب نفسيهما عن طريق تأريض القارب على صخور على مسافة قريبة من منطقة الشلالات، حيث بقيت منذ ذلك الحين. كان الفضل لـ«ريد» هيل في إنقاذ الرجلين. في أكتوبر 2019، نتيجة لسوء الأحوال الجوية، انتقلت نياجارا سكاو أخيرًا من مثواها الأصلي، واقتربت من حافة شلالات هورس شو.
في عام 1928، جرب جان لوسير «المبتسم» مفهومًا مختلفًا تمامًا، حيث تجاوز الشلالات في كرة مطاطية كبيرة؛ فلقد نجح ونجا من المحنة.
مرتشارلز ستيفنز، الحلاق البالغ من العمر 58 عامًا من بريستول بإنجلترا، من على الشلالات في برميل خشبي في يوليو 1920 وكان أول شخص يموت في محاولة من هذا النوع.

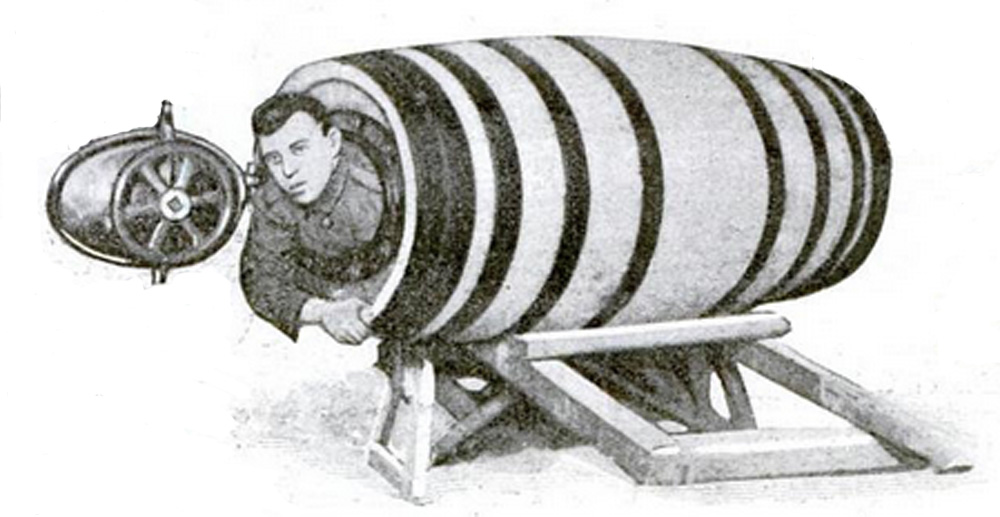
تشارلز ستيفنز في برميله، قبل محاولته في يوليو 1920

في «معجزة في نياجارا»، جرفت شلالات هورس شو «روجر وودوارد»، وهو صبي أمريكي يبلغ من العمر سبع سنوات، بعد أن فقد قاربه الطاقة في 9 يوليو 1960؛ قام سائحان بسحب أخته «ديان» البالغة من العمر 17 عامًا من النهر على بعد 20 قدم (6.1 م) فقط من حافة شلالات هورس شو في جزيرة غوت. بعد دقائق، اُنتشل «وودوارد» من حوض الغطس الهائج تحت شلالات هورس شو بعدما تشبث بحلقة نجاة ألقاها عليه طاقم قارب Maid of the Mist. لم ينج الشخص الثالث الذي كان على متن القارب، «جيمس هونيكوت»، من الحادث.
في 2 يوليو 1984، سقط «كاريل سوتشيك»، كندي من هاميلتون بأونتاريو، من فوق شلالات هورس شو في برميل مع إصابات طفيفة فقط. غُرم سوسيك 500 دولار لأدائه الحيلة دون ترخيص. في عام 1985، أصيب بجروح قاتلة أثناء محاولته إعادة إنشاء قفزة نياجارا في هيوستن أسترودوم. كان هدفه هو الصعود إلى برميل مرفوع إلى العوارض الخشبية في أسترودوم والسقوط من علو 180 قدم (55 م) في خزان المياه على الأرض. بعد أن أطلق البرميل الخاص به قبل الأوان، أصاب جانب البرميل وتوفي في اليوم التالي متأثراً بجراحه.
في أغسطس 1985، أصبح ستيف تروتر، البهلواني الطموح من رود آيلاند، أصغر شخص على الإطلاق (22 عامًا) وأول أمريكي منذ 25 عامًا يتخطى الشلالات في برميل. بعد عشر سنوات، ذهب تروتر إلى الشلالات مرة أخرى، ليصبح ثاني شخص يتخطى الشلالات مرتين وينجو. كما كان ثاني «ثنائي» على الإطلاق؛ حيث انضم لوري مارتن إلى تروتر لركوب البرميل فوق الشلالات. نجوا من الشلالات لكن برميلهم أصبح عالقًا في قاع الشلالات، مما تطلب الإنقاذ.
في 28 سبتمبر 1989، أصبح المواطنان الأصليان «نياجارا بيتر ديبيرناردي» (42 عامًا) و«جيفري جيمس بيتكوفيتش» (25 عامًا) أول «فريق» يتخطى الشلالات في برميل يتسع لشخصين. صمم «ديبيناردي» العمل الجرئ والمثير والذي أراد منه ثني الشباب عن اتباع طريقه في تعاطي المخدرات. ظهر الزوج بعد فترة وجيزة من تعرضه لإصابات طفيفة ووجهت لهما تهمة القيام بعمل مثير غير قانوني بموجب قانون حدائق نياجارا.
في 5 يونيو 1990، جدف جيسي شارب، وهو راكب زورق في المياه البيضاء من ولاية تينيسي، فوق الشلالات في زورق بسطح مغلق. لقد أهمل ارتداء خوذة لجعل وجهه أكثر وضوحًا في صور الحدث. كما أنه لم يرتدي سترة نجاة لأنه كان يعتقد أنها ستعيق هروبه من المكونات الهيدروليكية في قاعدة الشلالات. اندفع قاربه من الشلالات، لكن لم يُعثر على جثته.
في 27 سبتمبر 1993، أكمل جون «ديفيد» مونداي، من مركز كايستور بأونتاريو، رحلته الثانية على الشلالات.
في 1 أكتوبر 1995، ذهب روبرت دوغلاس "Firecracker" أوفيركير إلى الشلالات على جت سكي لرفع الوعي بالمشردين. فشلت مظلته الصاروخية في الفتح وسقط حتى الموت. اُنتشلت جثة أوفيركير قبل إعلان وفاته في مستشفى نياجارا العام.
أصبح كيرك جونز من كانتون بولاية ميشيغان أول شخص معروف نجا من الغطس فوق شلالات هورس شو بدون جهاز تعويم في 20 أكتوبر 2003. وفقًا لبعض التقارير، حاول جونز الانتحار،  وقد نجا من السقوط المكون من 16 طابقًا مع الضربات والخدوش والكدمات فقط. حاول جونز تجاوز الشلالات مرة أخرى في عام 2017، هذه المرة، باستخدام كرة كبيرة قابلة للنفخ، لكنه مات في هذه العملية. كشفت تقارير لاحقة أن جونز رتب لصديق تصوير مقاطع فيديو لحملته.
في 11 مارس 2009، نجا رجل من رحلة غير محمية فوق شلالات هورس شو، وعندما أُنقذ من النهر، ورد أنه يعاني من انخفاض حاد في درجة حرارة الجسم وجرح كبير في رأسه. لم يُكشف عن هويته. أفاد شهود عيان أنهم رأوا الرجل يدخل المياه عمداً.
في 21 مايو 2012، أصبح رجل مجهول الهوية في أوائل الأربعينيات من عمره رابع شخص ينجو من رحلة غير محمية فوق شلالات هورس شو. وتشير تقارير شهود عيان إلى أنه «قفز عمدا» في نهر نياجارا بعد تسلقه فوق حاجز.
في 8 يوليو 2019، حوالي الساعة 4 صباحًا، رد الضباط على تقرير عن شخص في أزمة على شفا الجانب الكندي من الشلالات. بمجرد وصول الضباط إلى مكان الحادث، تسلق الرجل الجدار الاستنادي، وقفز إلى النهر وذهب فوق شلالات هورس شو. بدأت السلطات بعد ذلك في البحث في حوض نهر نياجارا السفلي، حيث عُثر على الرجل جالسًا على الصخور عند حافة المياه.
لقد جعل المتهورون الآخرون من عبور المضيق هدفهم، بدءًا بالمرور الناجح لجان فرانسوا "بلوندين" جرافيليت، الذي عبر نياجارا جورج في عام 1859. بين عامي 1859 و1896 ظهر جنون المشي بالأسلاك، مما أدى إلى مآثر متكررة فوق النهر أسفل الشلالات. انزلق أحد المشاة عديم الخبرة أسفل حبل الأمان الخاص به. سقط رجل واحد فقط حتى وفاته، في الليل وفي ظروف غامضة، في مكان رسو السلك الخاص به.

### السير على الحبل المشدود

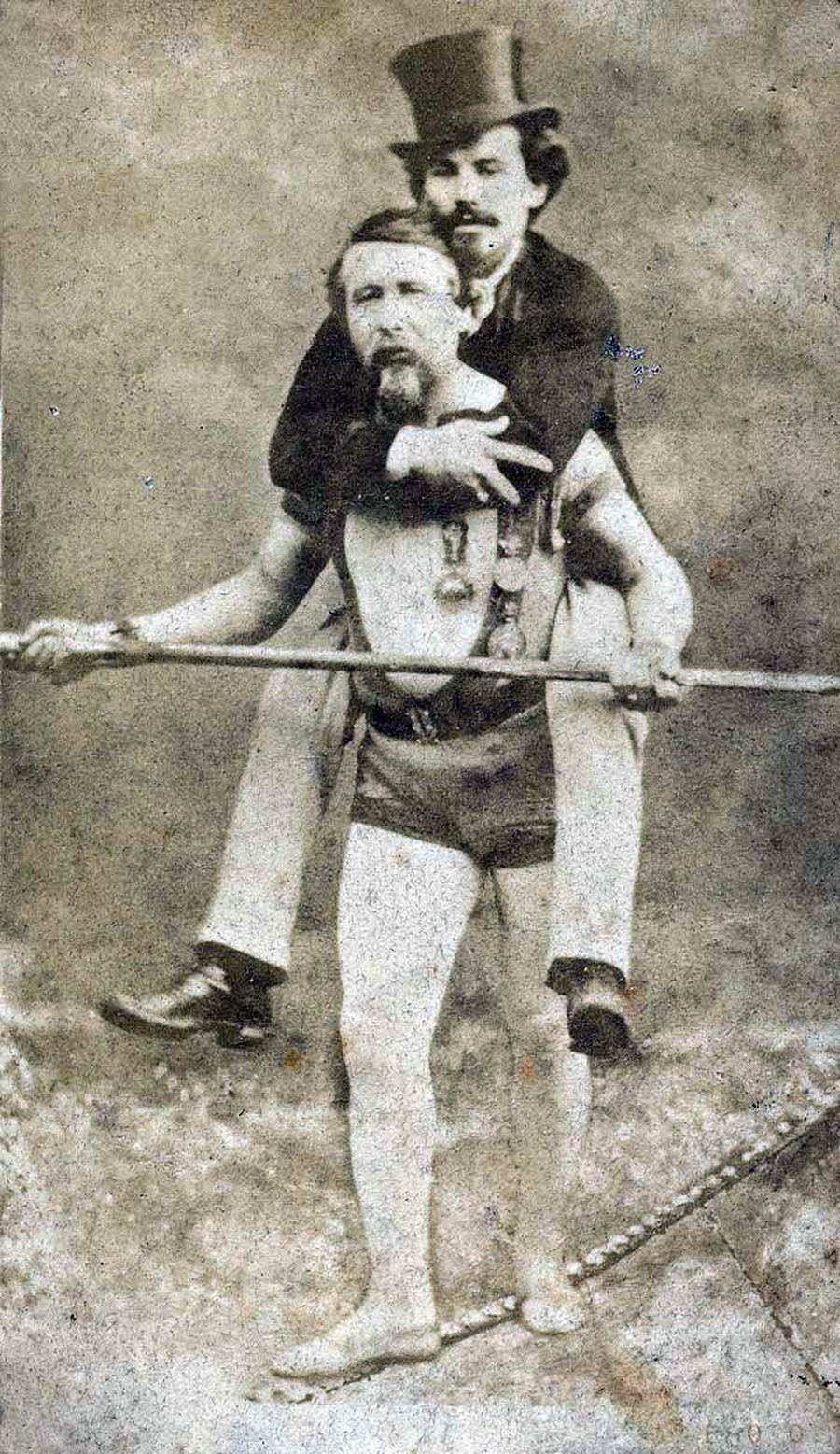
بلوندين يحمل مدير أعماله، هاري كولكورد، على حبل مشدود

اجتذب المشاة على الحبل المشدود حشودًا ضخمة لمشاهدة مآثرهم. كانت أسلاكهم تمر عبر الوادي، بالقرب من جسر قوس قزح الحالي، وليس فوق الشلال نفسه. بلوندين هو أول من قام بعبور الخانق على حبل مشدود في 30 يونيو 1859 وقام بذلك مرة أخرى ثماني مرات في ذلك العام. أصعب عبور له كان في 14 أغسطس، عندما حمل مدير أعماله، هاري كولكورد، على ظهره. شهد أمير ويلز عبوره الأخير في 8 سبتمبر 1860.
كانت ماريا سبيلتيريني، إيطالية تبلغ من العمر 23 عامًا، المرأة الأولى والوحيدة التي عبرت مضيق نهر نياجارا؛ فعلت ذلك على حبل مشدود، في 8 يوليو 1876. كررت العمل الجريء عدة مرات خلال نفس الشهر. وأثناء إحدى المعابر، عُصبت عينيها وأثناء عبور أخرى، قُيد كاحليها ومعصمها.
ومن بين العديد من المنافسين كان ويليام هانت من أونتاريو، الذي أطلق على نفسه لقب «فاريني العظيم» ("The Great Farini")؛ والذي كان أول عبور له في عام 1860. تنافس «فاريني» مع بلوداين في أداء الأعمال المثيرة تتجاوز الحدود فوق الخانق. في 8 أغسطس 1864، فشلت المحاولة وكان بحاجة إلى الإنقاذ.
في 15 يونيو 2012، أصبح الفنان الراقي «نيك واليندا» أول شخص يسير عبر منطقة الشلالات منذ 116 عامًا، بعد حصوله على إذن خاص من كلا الحكومتين. كان الطول الكامل لحبله المشدود 1,800 قدم (550 م). عبر واليندا بالقرب من حافة شلالات هورس شو، على عكس المشاة الذين عبروا مسافة أبعد في اتجاه مجرى النهر. وفقًا لواليندا، كان هذا أطول مشية على حبل مشدود في التاريخ. حمل جواز سفره في الرحلة وطُلب منه إبرازه عند وصوله إلى الجانب الكندي من الشلالات.

## السياحة

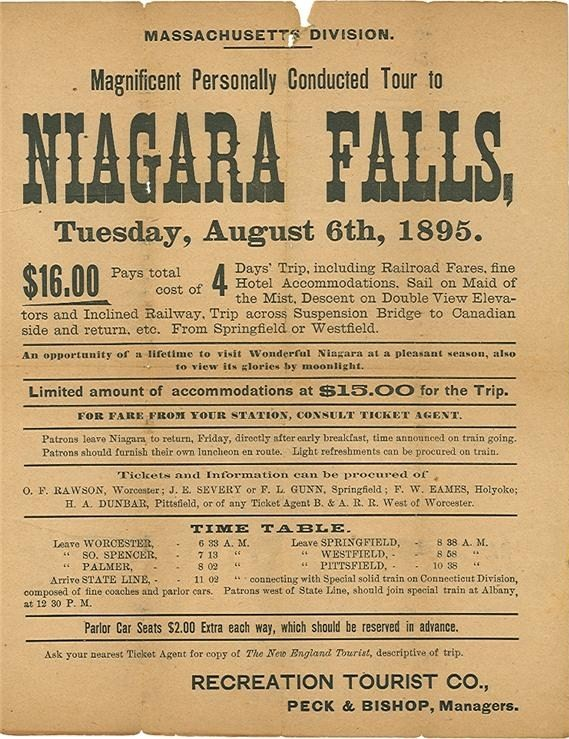
عرض إعلاني لرحلة إلى شلالات نياجارا من ماساتشوستس، 1895

تحدث ذروة حركة الزوار في فصل الصيف، عندما تكون شلالات نياجارا نقطة جذب نهارية ومسائية. من الجانب الكندي، تضيء الأضواء الكاشفة جانبي الشلالات لعدة ساعات بعد حلول الظلام (حتى منتصف الليل). وكان من المتوقع أن يصل عدد الزوار في عام 2007 إلى 20 مليون، وبحلول عام 2009 كان من المتوقع أن يصل المعدل السنوي إلى 28 مليون سائح.
من الجانب الأمريكي، يمكن مشاهدة الشلالات الأمريكية من الممرات على طول متنزه نقطة الإستشراف (نقطة الإستشراف)، والذي يتميز أيضًا ببرج مراقبة نقطة الإستشراف ورصيف القوارب لخادمة الضباب. توفر جزيرة غوت مزيدًا من الإطلالات على الشلالات ويمكن الوصول إليها سيرًا على الأقدام أو باستخدام السيارات عن طريق جسر فوق الشلالات الأمريكية. يمكن الوصول إلى كهف الرياح من جزيرة غوت عن طريق المصعد ويقود المتنزهين إلى نقطة أسفل شلالات برايدل فييل (بالإنجليزية: Bridal Veil). يوجد أيضًا في جزيرة غوت آيسلاند وجزر الثلاث الشقيقات، وهي بوابة «باور بورتال» حيث يمكن رؤية تمثال نيكولا تيسلا(6)، ومسار للمشي يتيح إطلالات على المنحدرات ونهر نياجارا والمضيق وجميع الشلالات. تقع معظم مناطق الجذب هذه داخل منتزه الولائي لشلالات نياجارا.
من أرصفة القوارب على جانبي الشلالات، مع تشغيل خادمة الضباب من الجانب الأمريكي وسفينة رحلات هورنبلور (بالإنجليزية: Hornblower Cruises)(5) من الجانب الكندي.

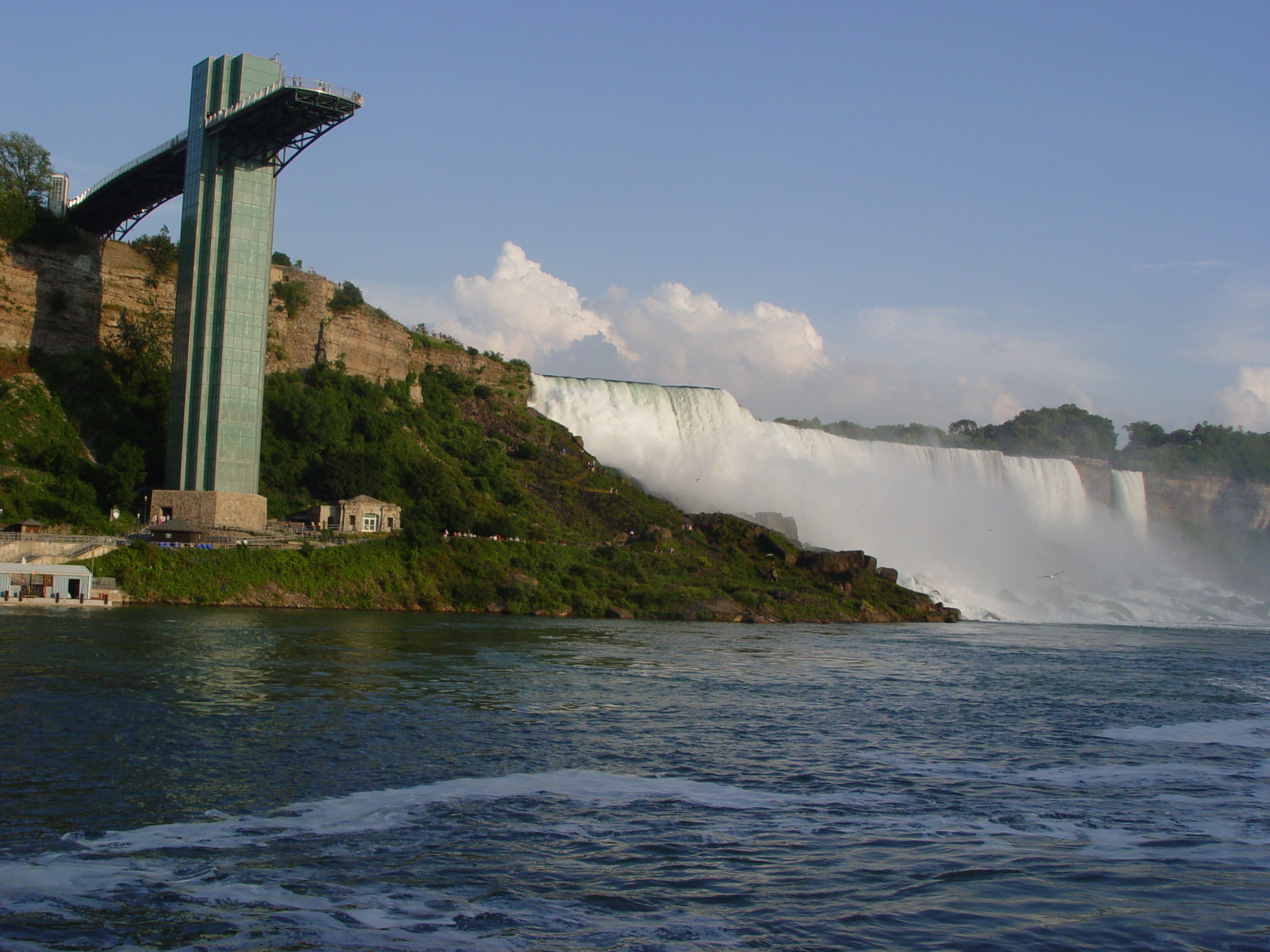
برج مراقبة نقطة البروسبكت (المعروف أيضًا باسم برج مراقبة شلالات نياجارا)

توفر عربة نياجرا ذات المناظر الخلابة (بالإنجليزية: Niagara Scenic Trolley) رحلات بصحبة مرشدين على طول الشلالات الأمريكية وحول جزيرة غوت. يمكن أيضًا مشاهدة المناظر البانورامية والجوية للشلالات بواسطة الهليكوبتر. يعرض مركز جورج ديسكفري لنياجرا (بالإنجليزية: Niagara Gorge Discovery Centre) التاريخ الطبيعي والمحلي لشلالات نياجارا ومضيق نياجارا. افتتحت قبيلة سينيكا الهندية كازينو وفندق فاخر في مدينة شلالات نياجارا بنيويورك. يحتل فندق وكازينو سينيكا نياغارا مركز مؤتمرات شلالات نياغارا السابق. الفندق الجديد هو أول إضافة إلى أفق المدينة منذ الانتهاء من مبنى المكاتب المتحدة في عشرينيات القرن الماضي.
على الجانب الكندي، يتميز متنزه الملكة فيكتوريا بحدائق مشذبة ومنصات توفر إطلالات على كل من الشلالات الأمريكية وشلالات هورس شو وممرات تحت الأرض تؤدي إلى غرف المراقبة التي توحي بوجودها داخل المياه المتساقطة. على طول نهر نياجارا، يمتد مسار نهر نياجارا الترفيهي حوالي 35 ميل (56 كـم) من فورت إيري إلى فورت جورج، ويضم العديد من المواقع التاريخية من حرب 1812.

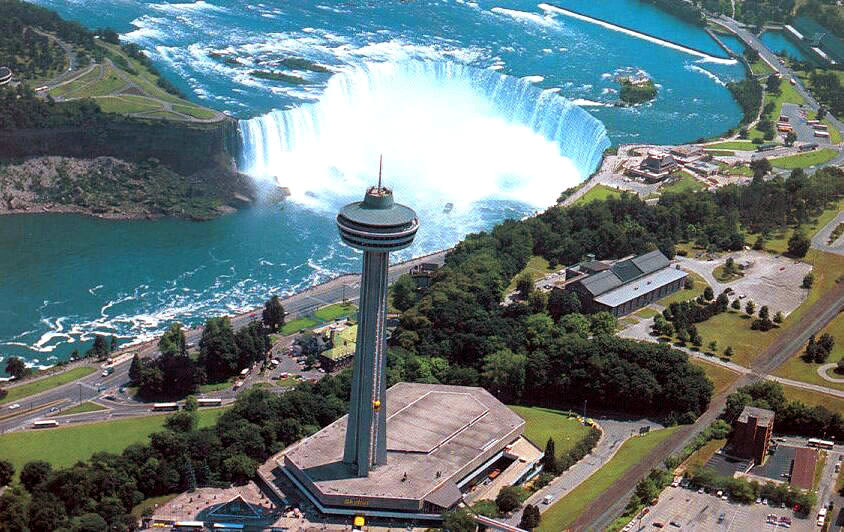
برج Skylon كما يظهر من مروحية على الجانب الكندي

يوفر سطح المراقبة لبرج سكيلون القريب أعلى منظر للشلالات، وفي الاتجاه المعاكس يعطي مناظر حتى تورنتو. جنبًا إلى جنب مع فندق تاور(7)، وهو أحد برجين في كندا يطلان على الشلالات.
إن سيارة ويرلبول ايرو (بالإنجليزية: Whirlpool Aero Car)، التي بُنيت في عام 1916 من تصميم المهندس الإسباني ليوناردو توريس واي كيفيدو، هي عبارة عن عربة تلفريك تنقل الركاب فوق نياجارا ويرلبول على الجانب الكندي. تتكون رحلة ما وراء الشلالات من منصة مراقبة وسلسلة من الأنفاق بالقرب من قاع شلالات هورس شو على الجانب الكندي.
يوجد كازينوان على الجانب الكندي من شلالات نياجارا، منتجع كازينو نياجارا فولزفيو وكازينو نياجارا.

## وسائل الإعلام

### الأفلام والتلفزيون

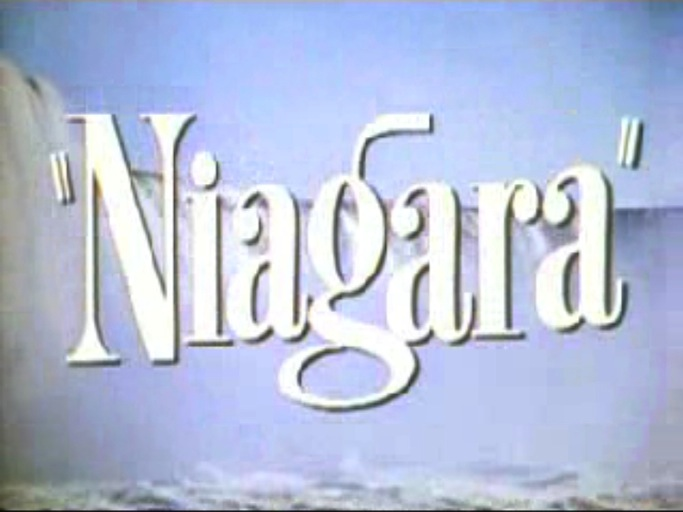
العنوان الافتتاحي من المقطع الدعائي لفيلم نياجارا عام 1953.

كانت الشلالات بالفعل منطقة جذب سياحي ضخمة وموقع مفضل لمن يقضون شهر العسل، فقد ارتفعت زيارات شلالات نياجرا بشكل حاد في عام 1953 بعد إطلاق فيلم نياجارا، وهو فيلم من بطولة مارلين مونرو وجوزيف كوتين.
في عام 1956 عرض فيلم الرسوم المتحركة القصير «حمقى نياجرا» (بالإنجليزية: Niagara Fools) محاولة وودي نقار الخشب تجاوز الشلالات في برميل. كانت الشلالات موقعًا مميزًا في الصورة المتحركة الرئيسية سوبرمان الثاني في عام 1980، وكانت نفسها موضوعًا لفيلم آيماكس المشهور، نياجرا: المعجزات والأساطير والسحر (بالإنجليزية: Niagara: Miracles، Myths and Magic). قام الساحر ديفيد كوبرفيلد بأداء خدعة بدا فيها أنه يسافر فوق شلالات هورس شو في عام 1990.
كانت الشلالات، أو بشكل أكثر تحديدًا، المجمع السياحي بالقرب من الشلالات، مكانًا للعرض التلفزيوني الكندي الذي لم يدم طويلاً بعنوان العجائب (Wonderfalls) في أوائل عام 2004. صُورت لقطات موقع الشلالات في أكتوبر 2006 لتصوير «نهاية العالم» لفيلم قراصنة الكاريبي: في نهاية العالم. وُثقت استعدادات الكاياك المحترف «رافا أورتيز» للتجديف فوق الشلالات في قوارب الكاياك في فيلم عام 2015 مطاردة نياجارا (Chasing Niagara).

### الموسيقى
كلف مشروع شلالات نياجارا لتوليد الطاقة الملحن فيرد جروف في عام 1960 مهمة تكوين جناح شلالات نياجارا على شرف الانتهاء من المرحلة الأولى من الأعمال الكهرومائية في الشلالات. في عام 1997، قام الملحن مايكل دوجيرتي بتأليف شلالات نياجارا، وهي قطعة لفرقة موسيقية مستوحاة من الشلالات.

### الأدب

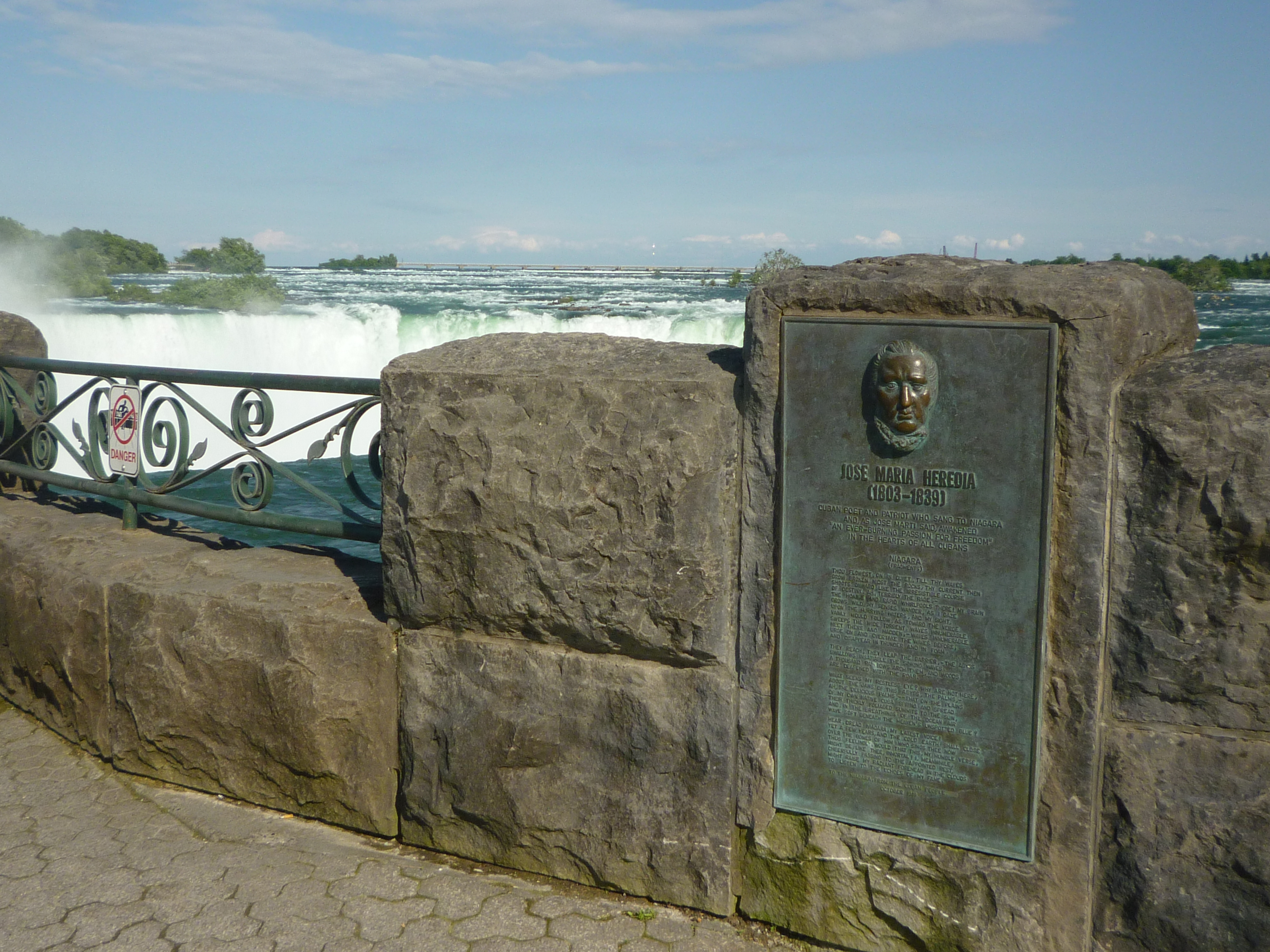
لوحة خوسيه ماريا هيريديا في تيبل روك

تتميز منطقة شلالات نياجارا بأنها المعسكر الأساسي للغزو الجوي الألماني للولايات المتحدة في رواية لهربرت ويلز «الحرب في الجو» (بالإنجليزية: The War in the Air).
أُلهم العديد من الشعراء للكتابة عن الشلالات. وكان من بينهم الشاعر الكوبي «خوسيه ماريا هيريديا» الذي كتب قصيدة «نياجارا». توجد لوحات تذكارية على جانبي الشلالات تعترف بالقصيدة. في عام 1818، نشر الشاعر الأمريكي جون نيل قصيدة «معركة نياجارا» (بالإنجليزية: Battle of Niagara) التي تعتبر أفضل وصف شعري لشلالات نياجارا حتى ذلك الوقت.
في عشرينيات وثلاثينيات القرن الماضي، كانت قصص باك روجرز والرسوم المتحركة في الصحف، باك روجرز، في مغامراته في القرن الخامس والعشرين تدور أحداثها على الأرض.
جزء من القصة القصيرة لمارك توين عام 1893، «مقتطف من يوميات آدم» (بالإنجليزية: Extract from Adam's Diary) تدور أحداثها في شلالات نياجارا.
يصور الكاتب البلغاري «ألكو كونستانتينوف» انطباع شلالات نياجارا في كتابه، إلى شيكاغو والعودة (بالإنجليزية: To Chicago and Back).
في عام 2014، نشر الكاتب أليساندرو باريكو كتاب «سميث وويسون» (بالإنجليزية: Smith & Wesson) الذي يروي قصة راشيل غرين وهي تسير في الشلالات.

## الفنون الجميلة
كانت شلالات نياجرا نقطة جذب كبيرة لفناني المناظر الطبيعية، حيث كتب جون هوات، أنها كانت «الأكثر شهرة، والأكثر علاجًا، والأكثر أصالة عنصرًا في الموضوع الذي ظهر في رسم المناظر الطبيعية الأوروبية والأمريكية في القرنين الثامن عشر والتاسع عشر».

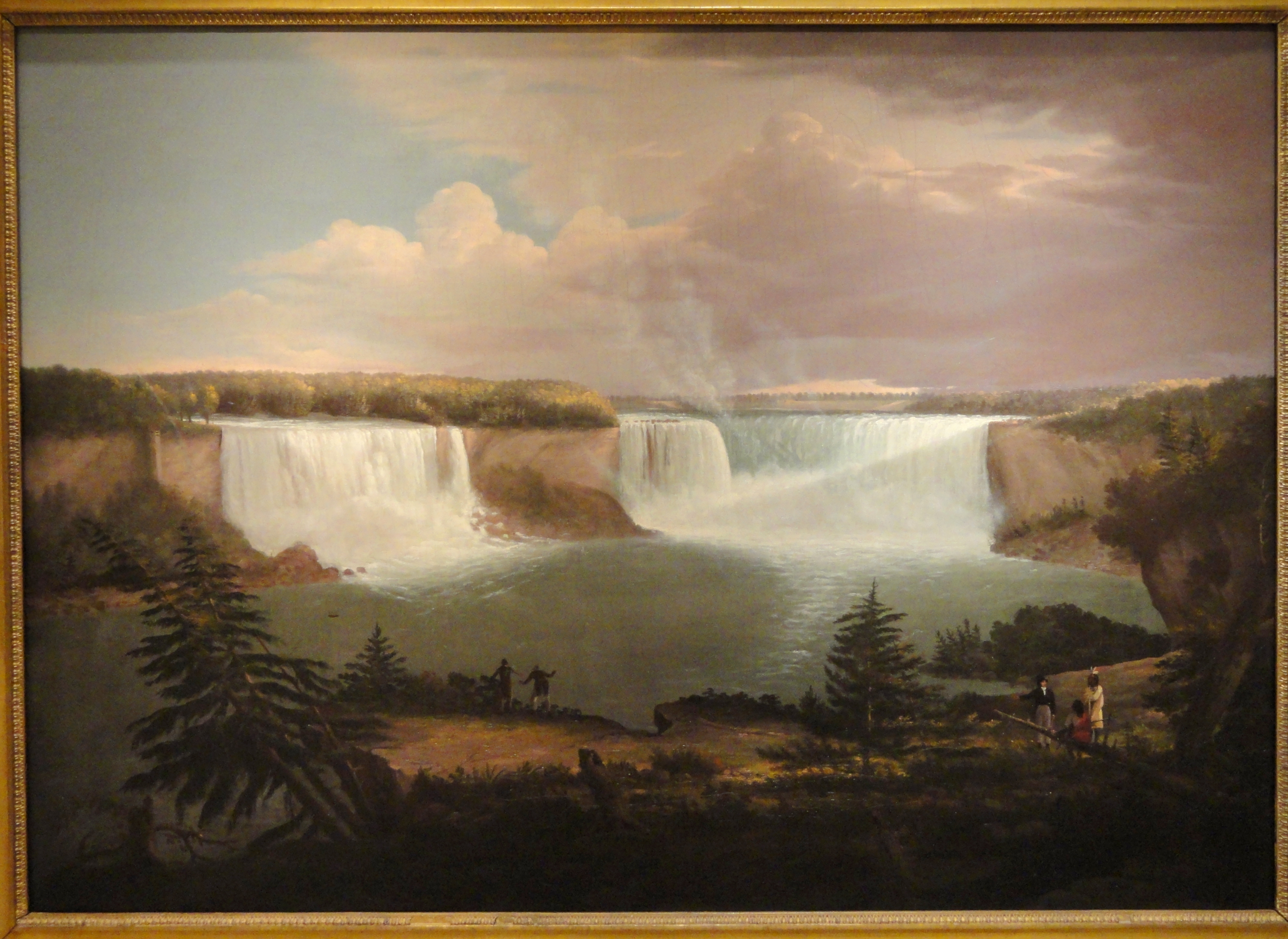
منظر عام لشلالات نياجرا بواسطة ألفان فيشر، 1820
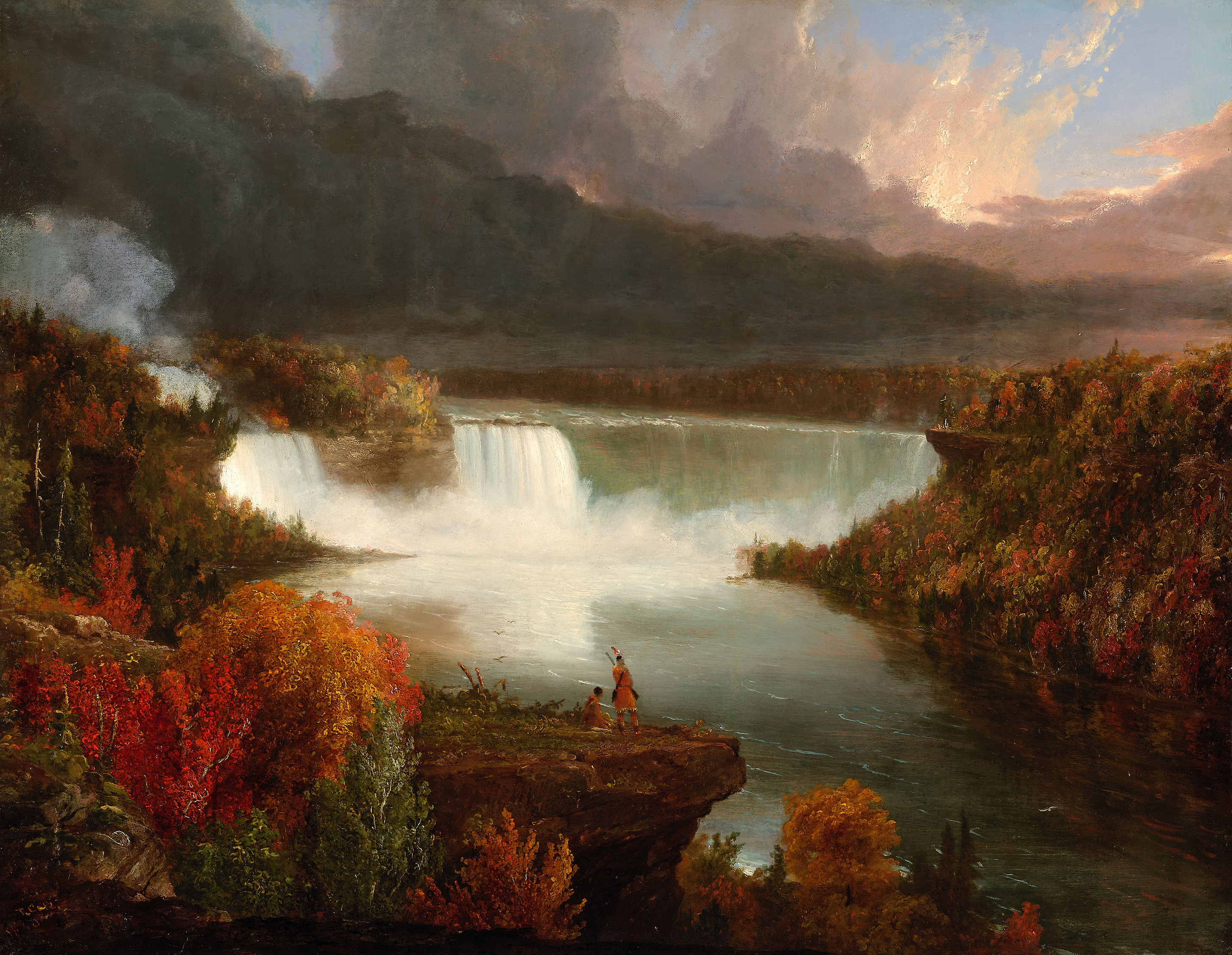
منظر بعيد لشلالات نياجرا بواسطة توماس كول 1830
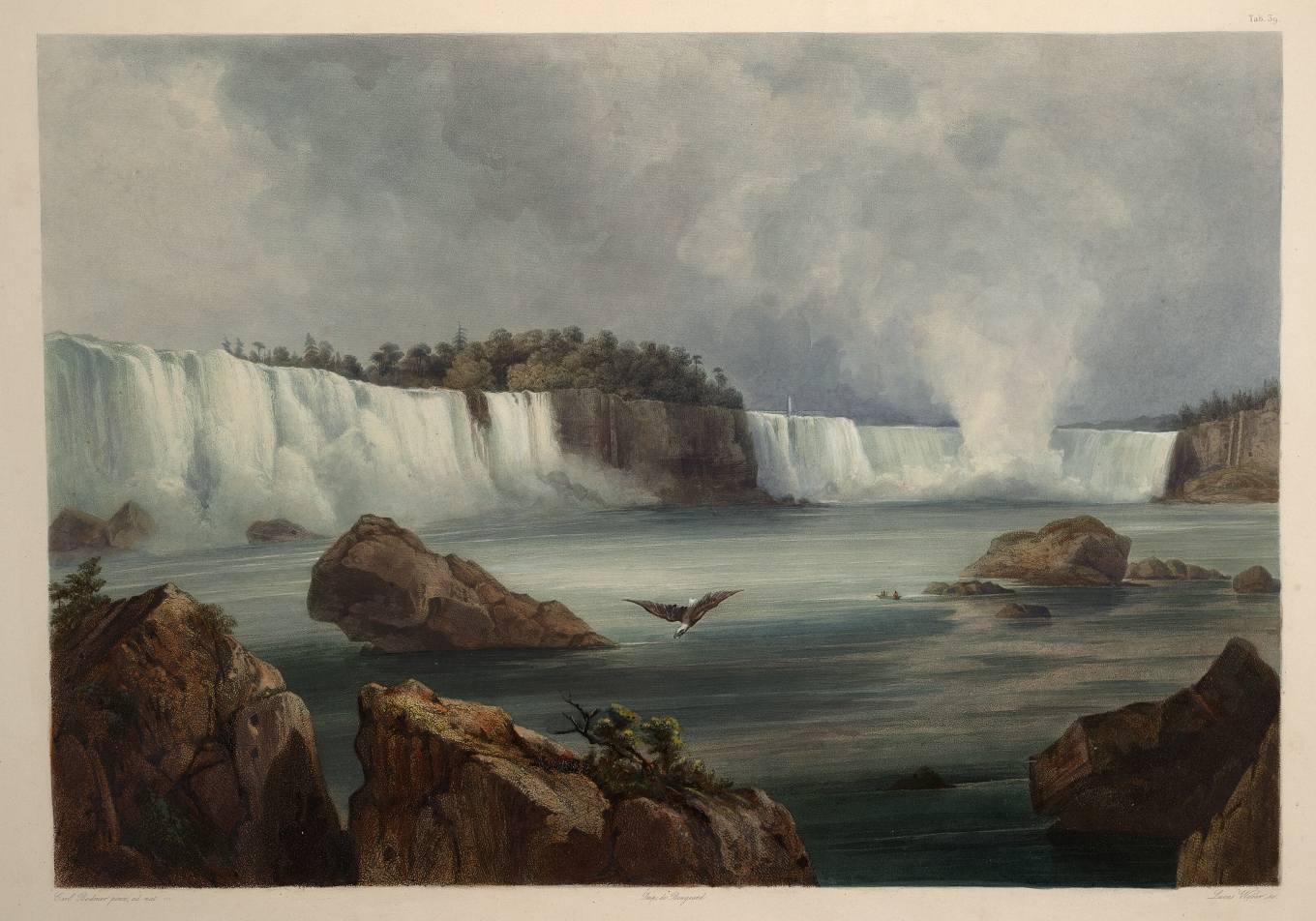
نياجرا فالز. لي شيت دو نياجرا. شلالات نياجرا من طرف كارل بودمر  [لغات أخرى]‏، حوالي عام 1832
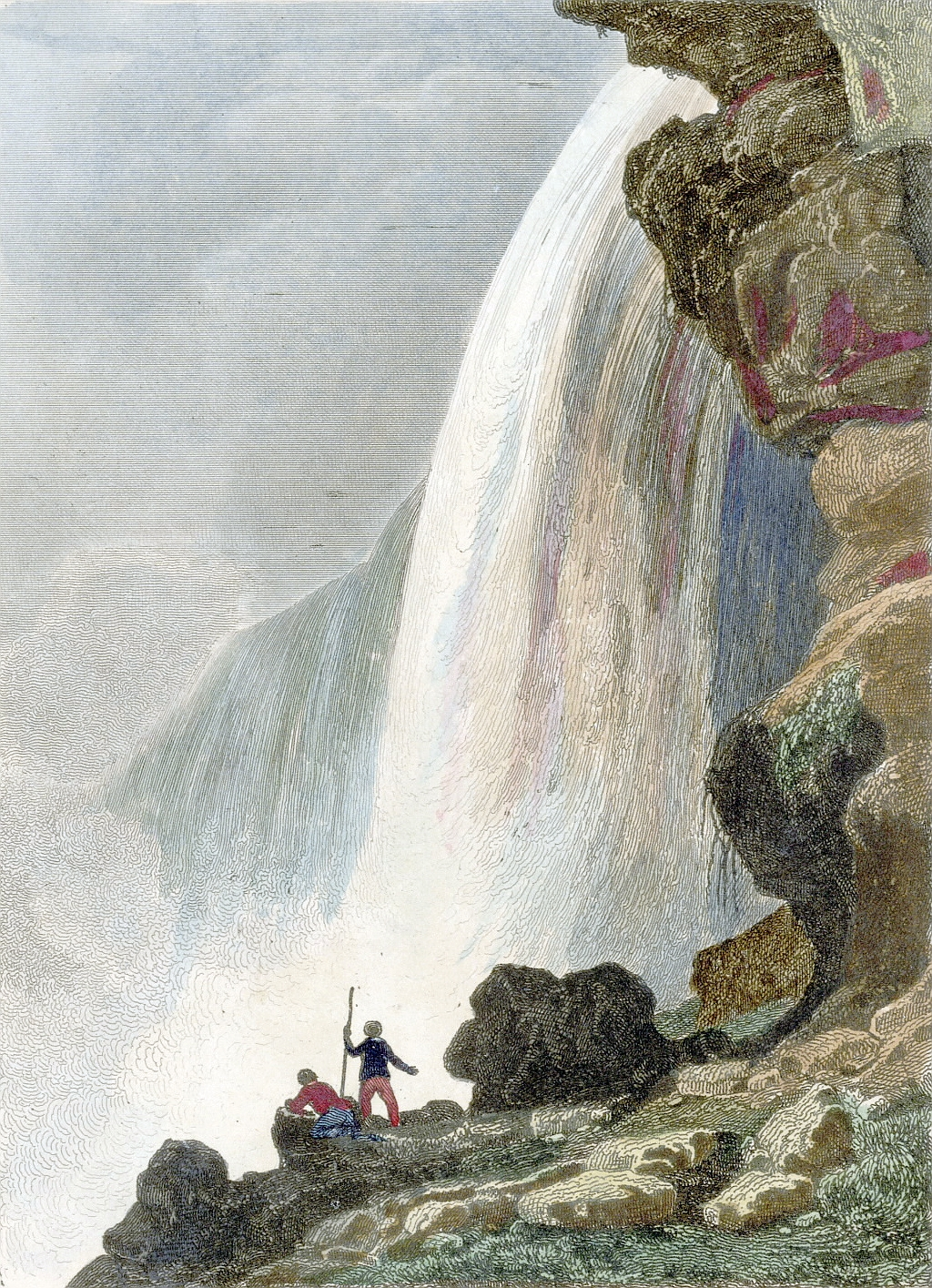
Voute sous la Chute du Niagara - شلالات نياجرا، حوالي عام 1841

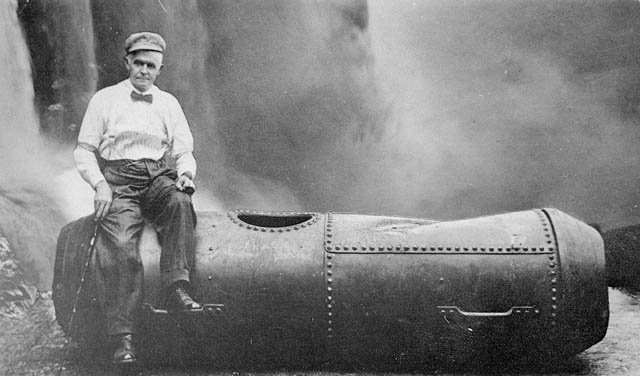
بوبي ليتش وبراميله بعد رحلته فوق شلالات نياجرا (1911 صورة)

نياجرا بقلم فريدريك إدوين تشيرش، 1857
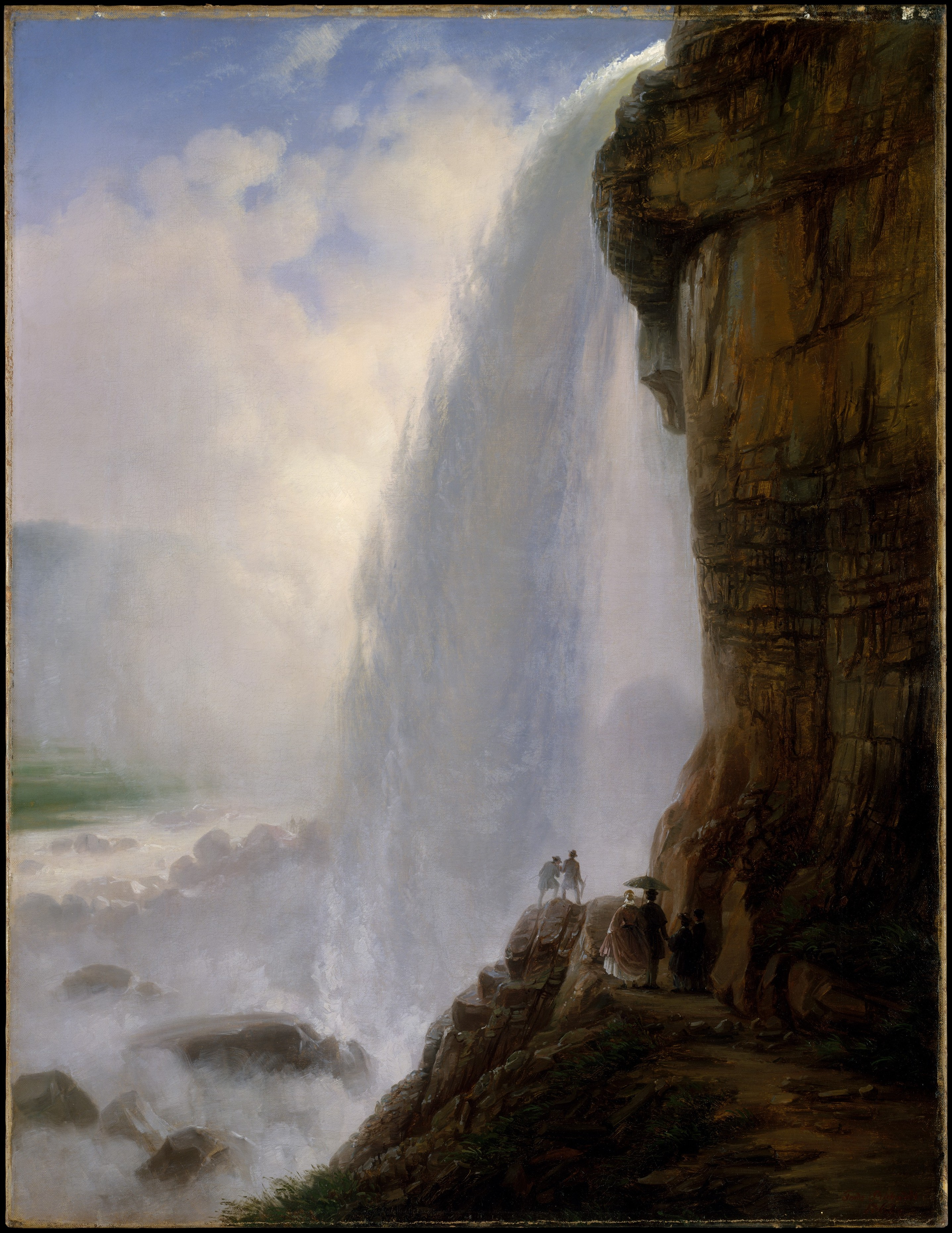
تحت شلالات نياجرا بواسطة فرديناند ريتشاردت  [لغات أخرى]‏، ١٨٦٢
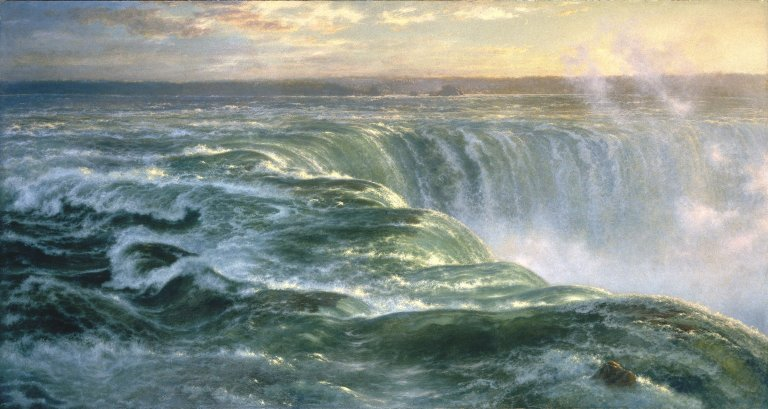
نياجرا بواسطة لويس ريمي مينوت  [لغات أخرى]‏، حوالي عام 1866
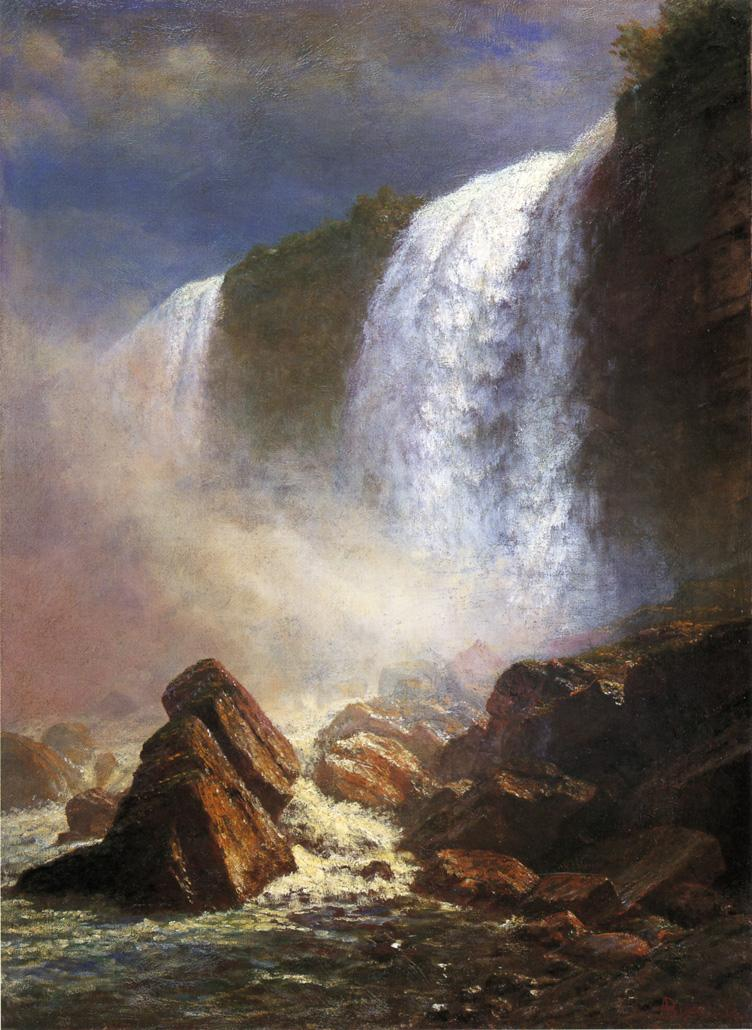
شلالات نياجرا من الأسفل بواسطة ألبرت بيرشتات، 1869
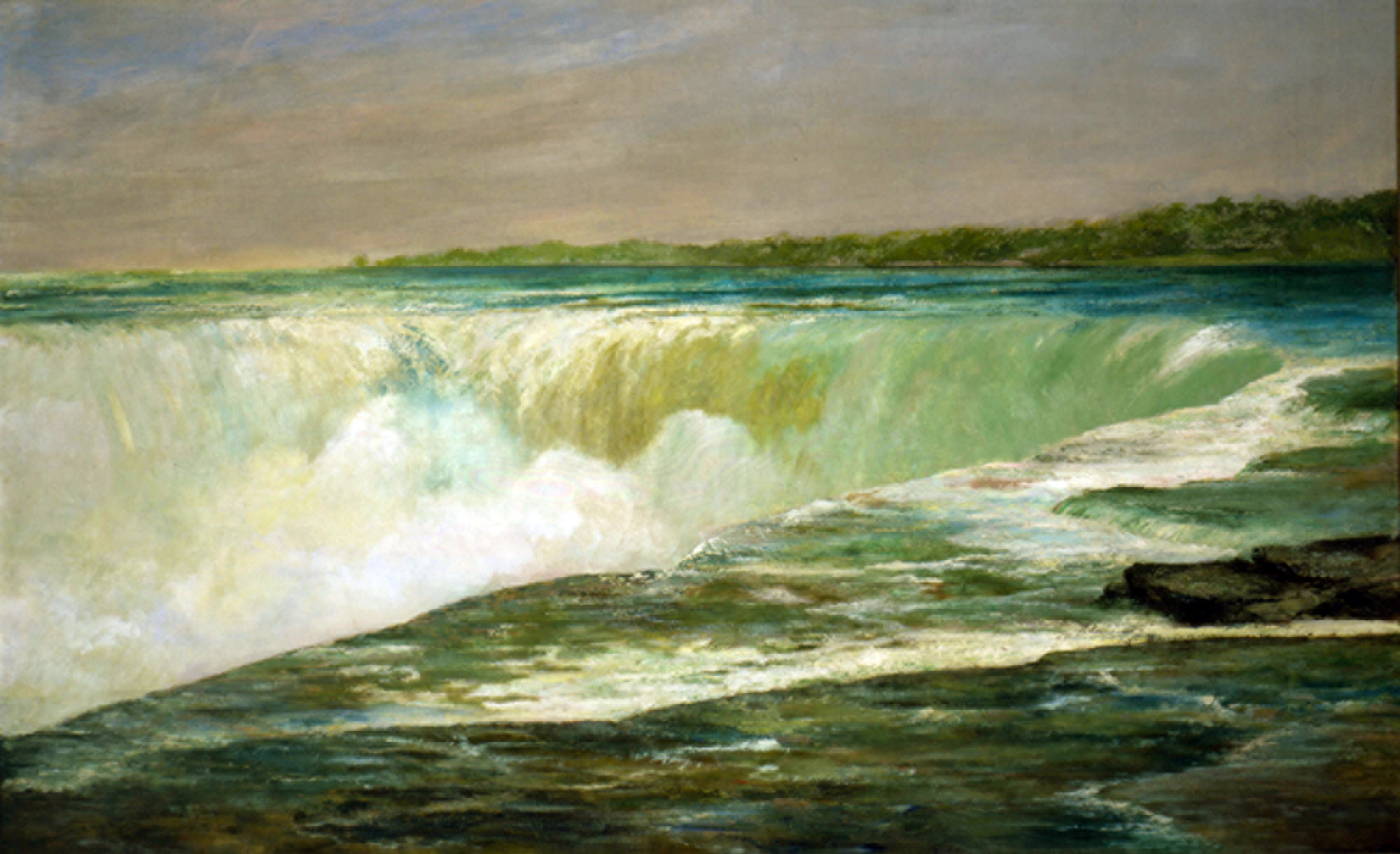
شلالات نياجرا بواسطة ويليام موريس هانت، ١٨٧٨
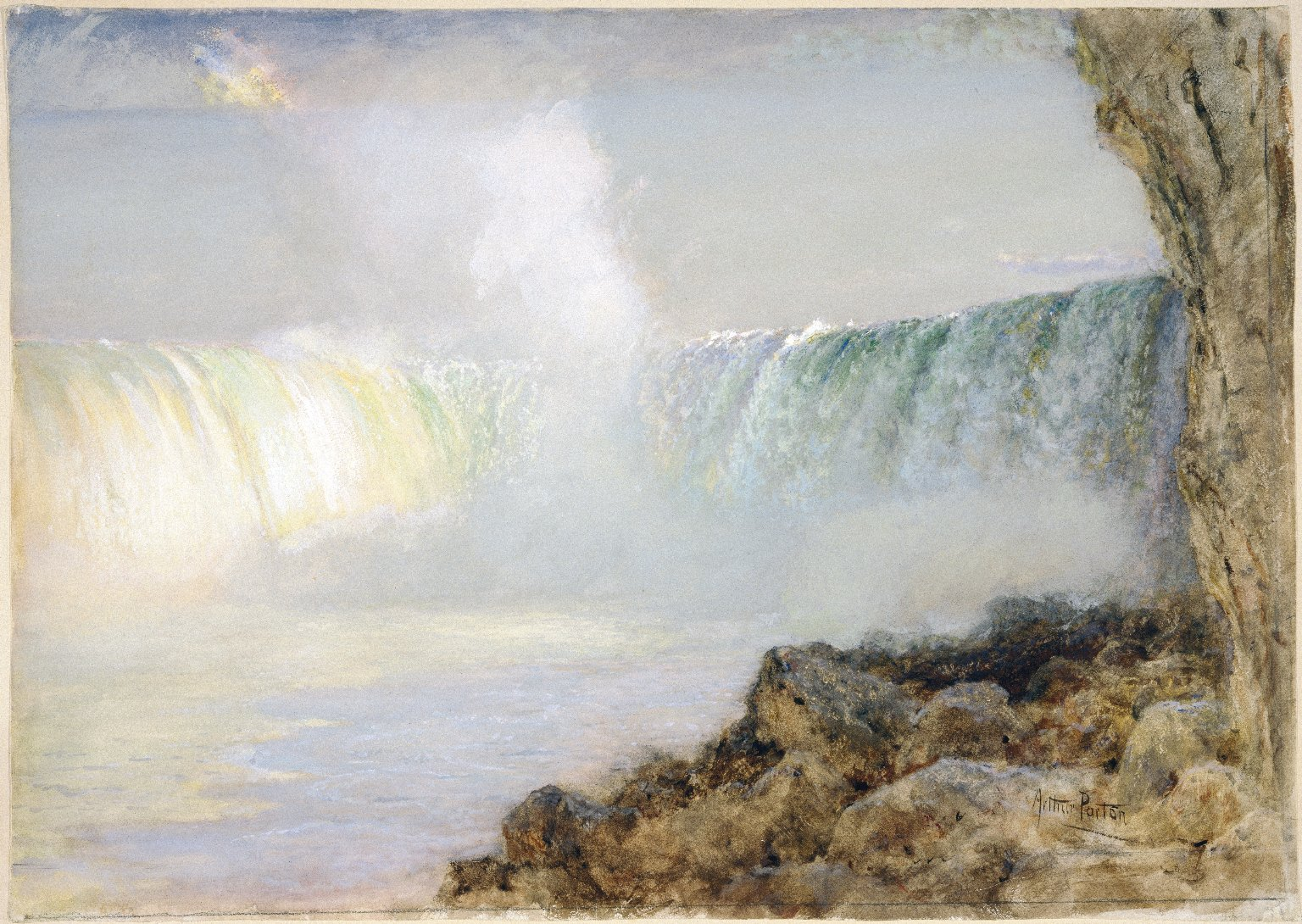
شلالات نياجرا، حوالي عام 1880

## معرض الصور

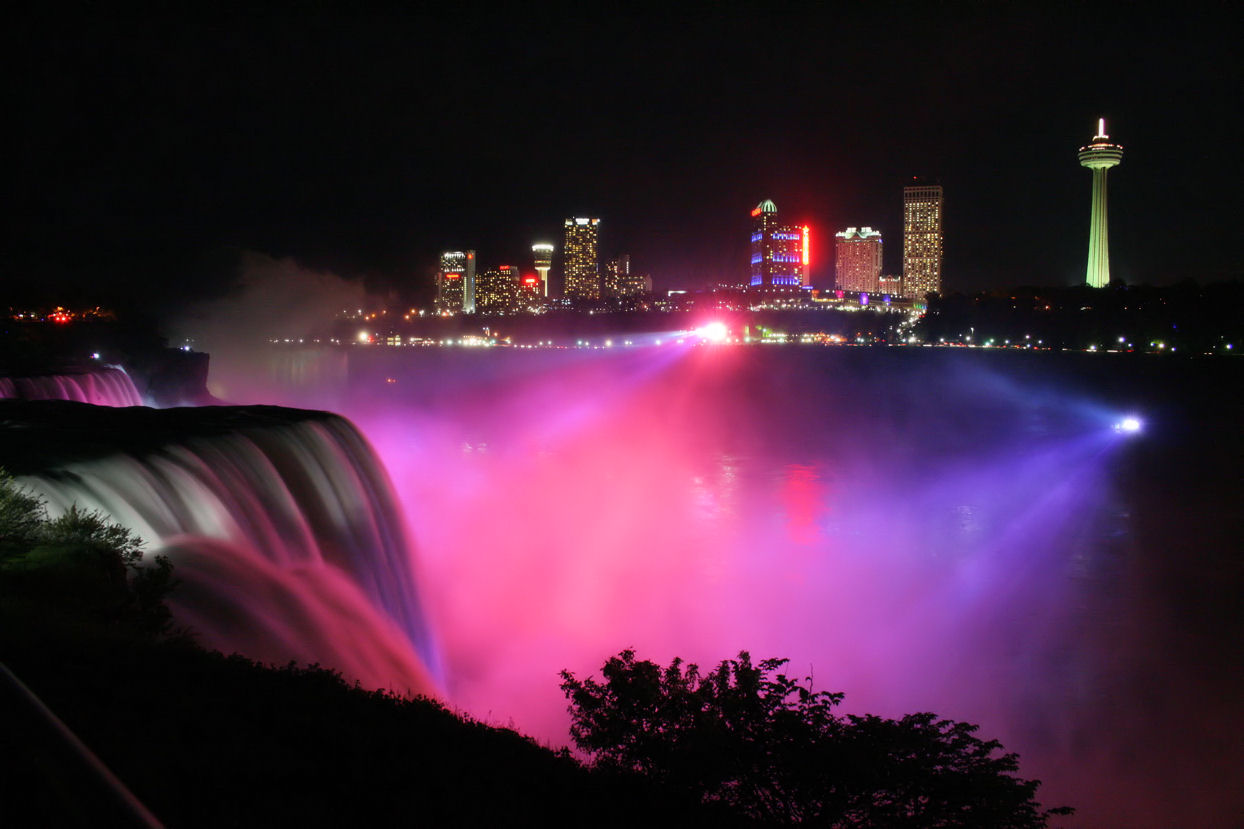
الشلالات الأميركية
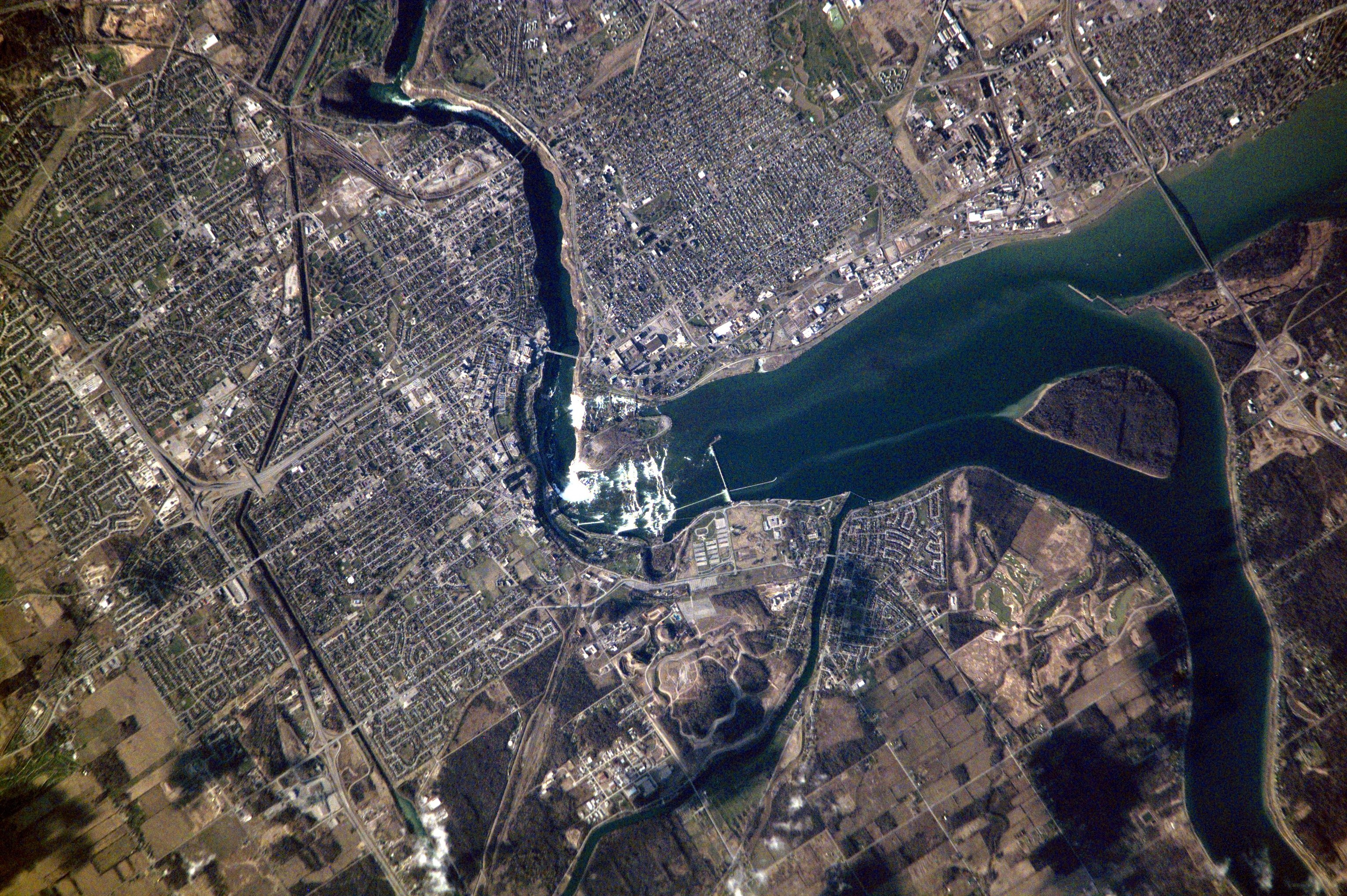
صورة اقمار صناعية لشلالات نياجارا
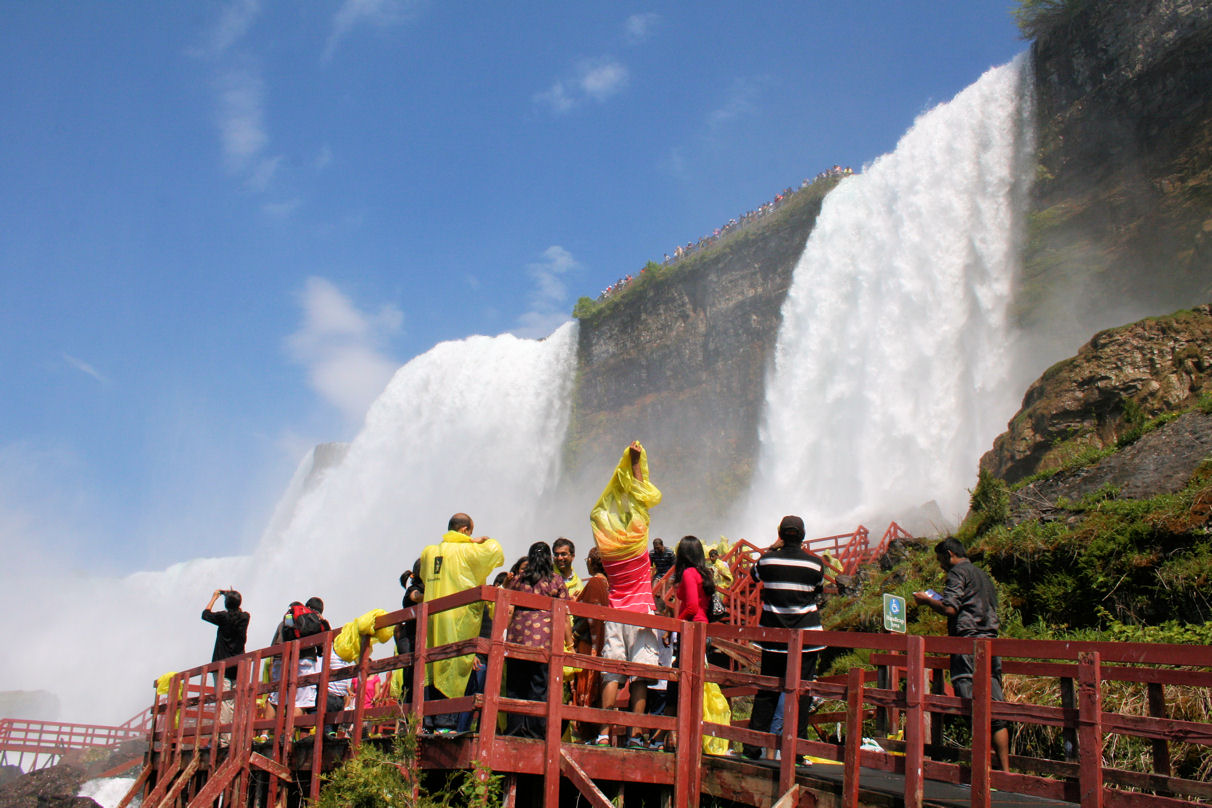
رحلة كايف أوف ذا ويندز (كهف الريح)
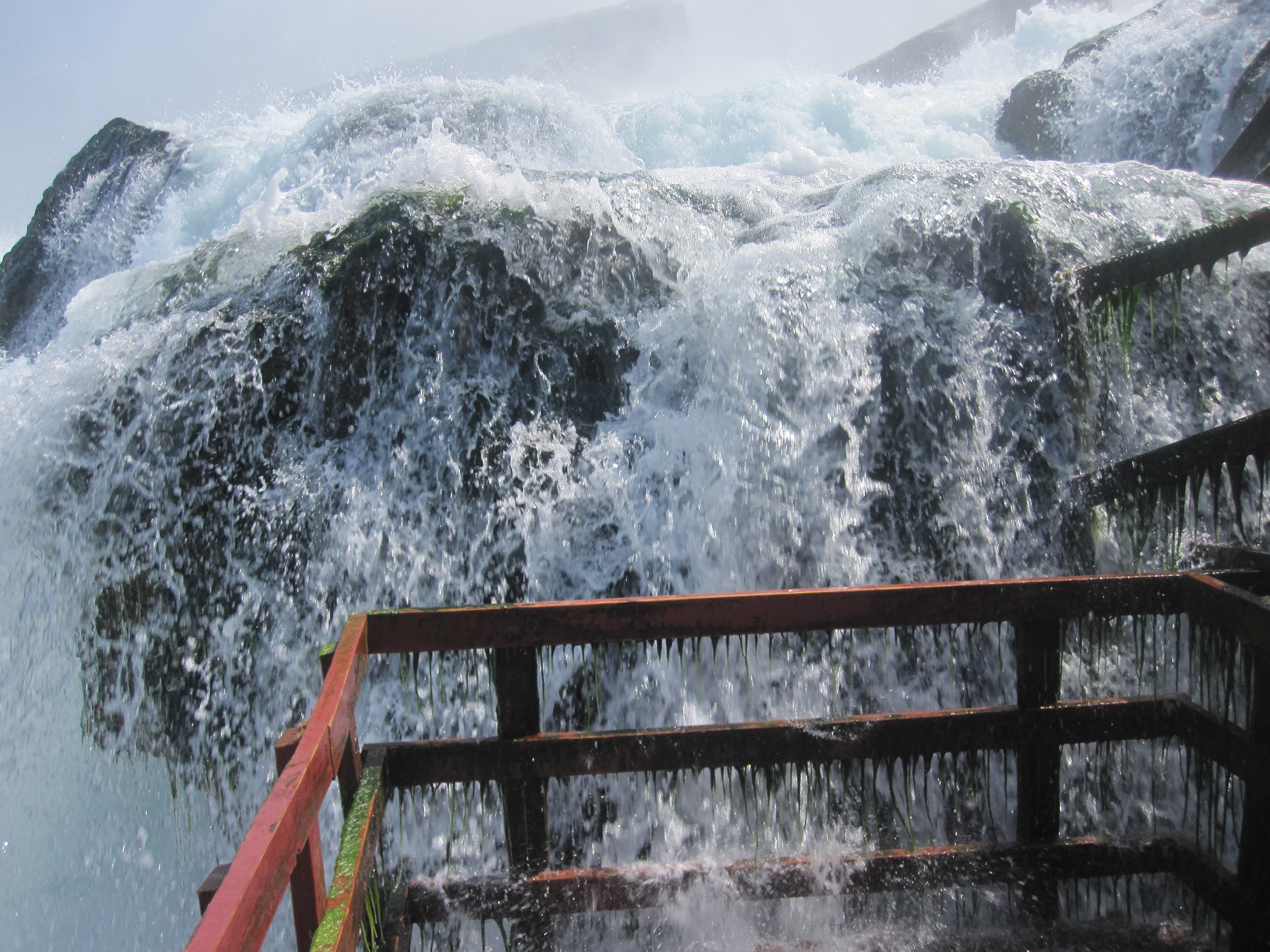
كايف أوف ذا ويندز (كهف الريح)
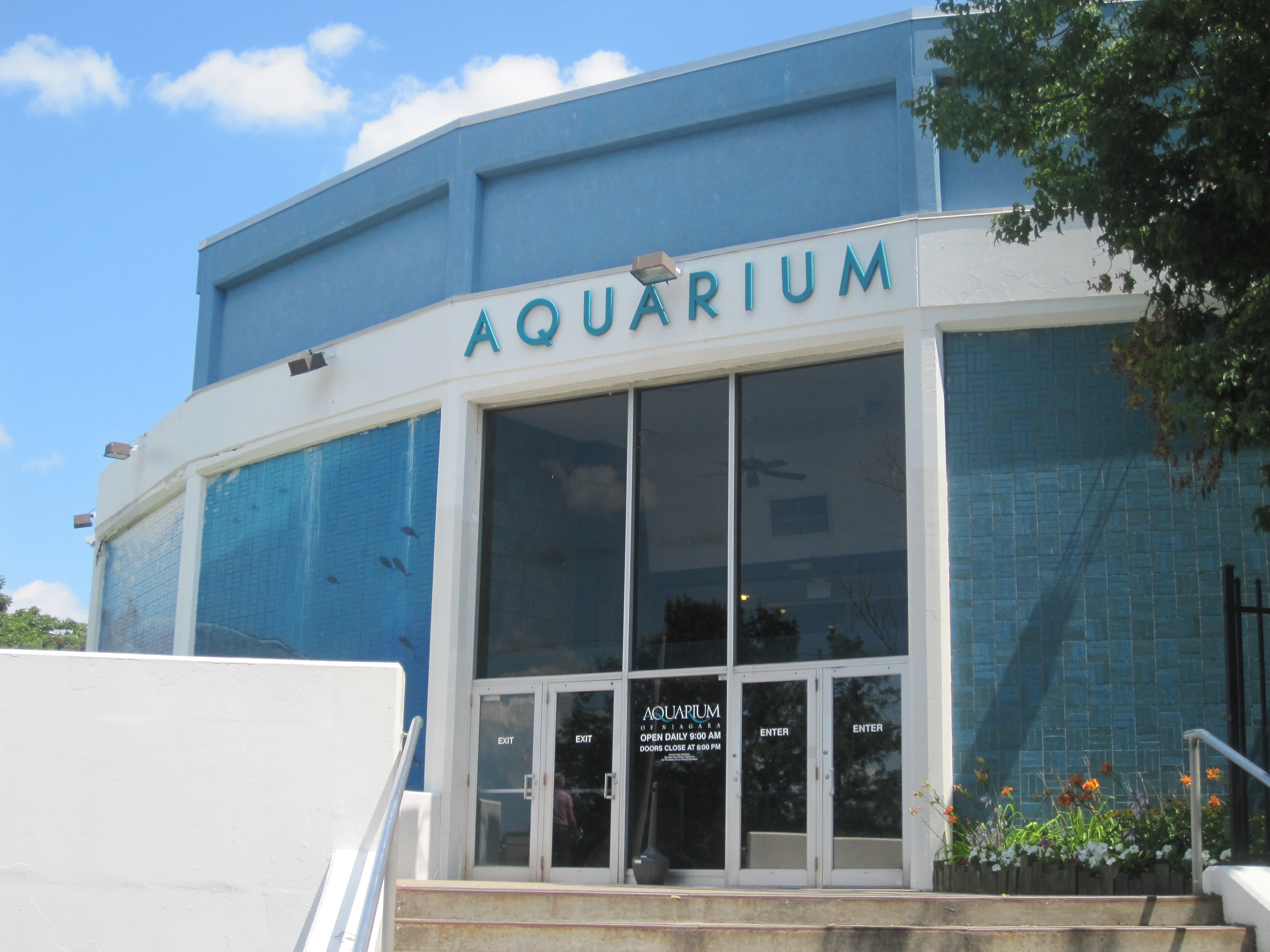
اكواريم حديقة شلالات نياجارا
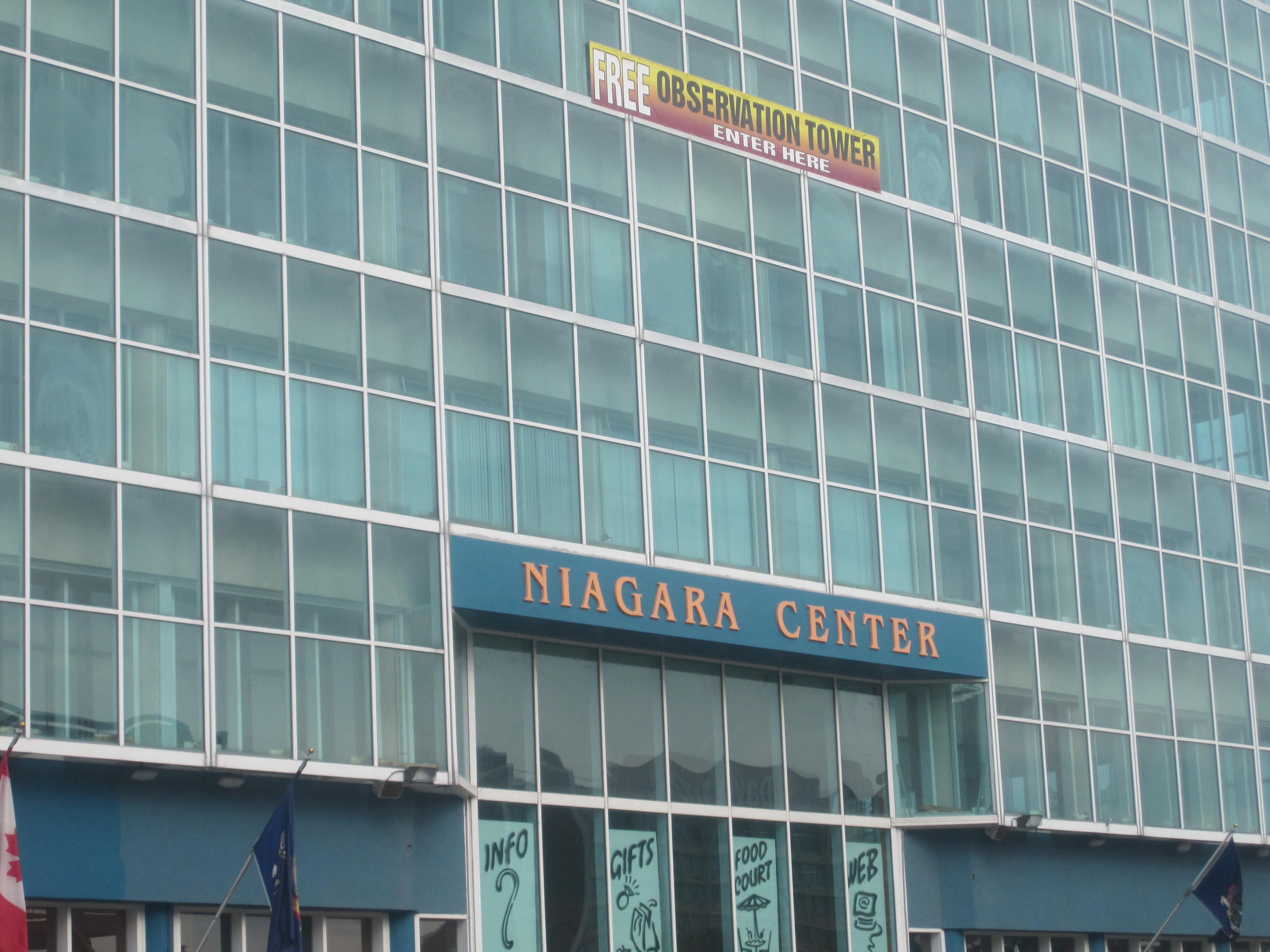
منظر لمبنى نياجارا سنتر
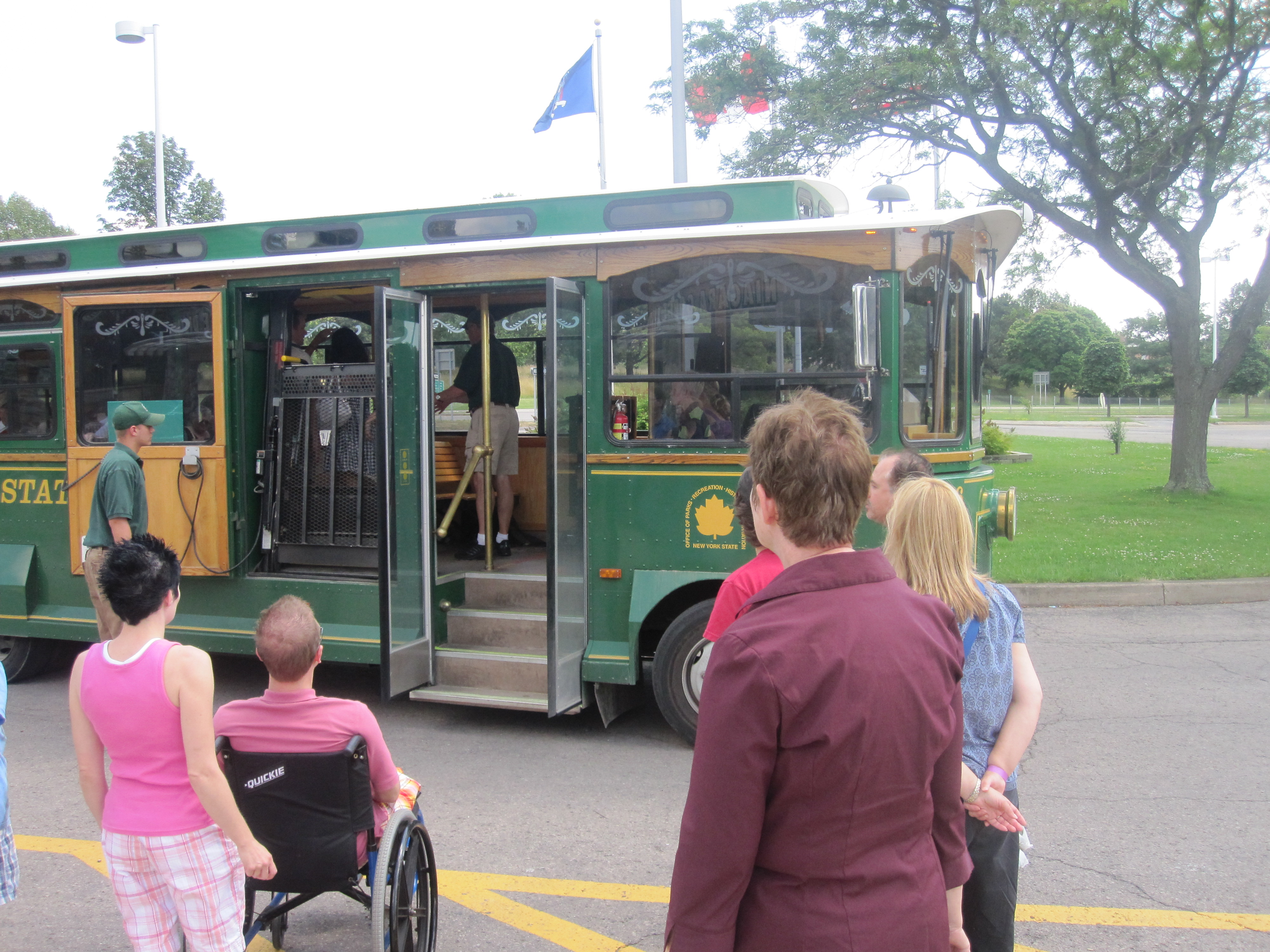
عربات حديقة شلالات نياجارا
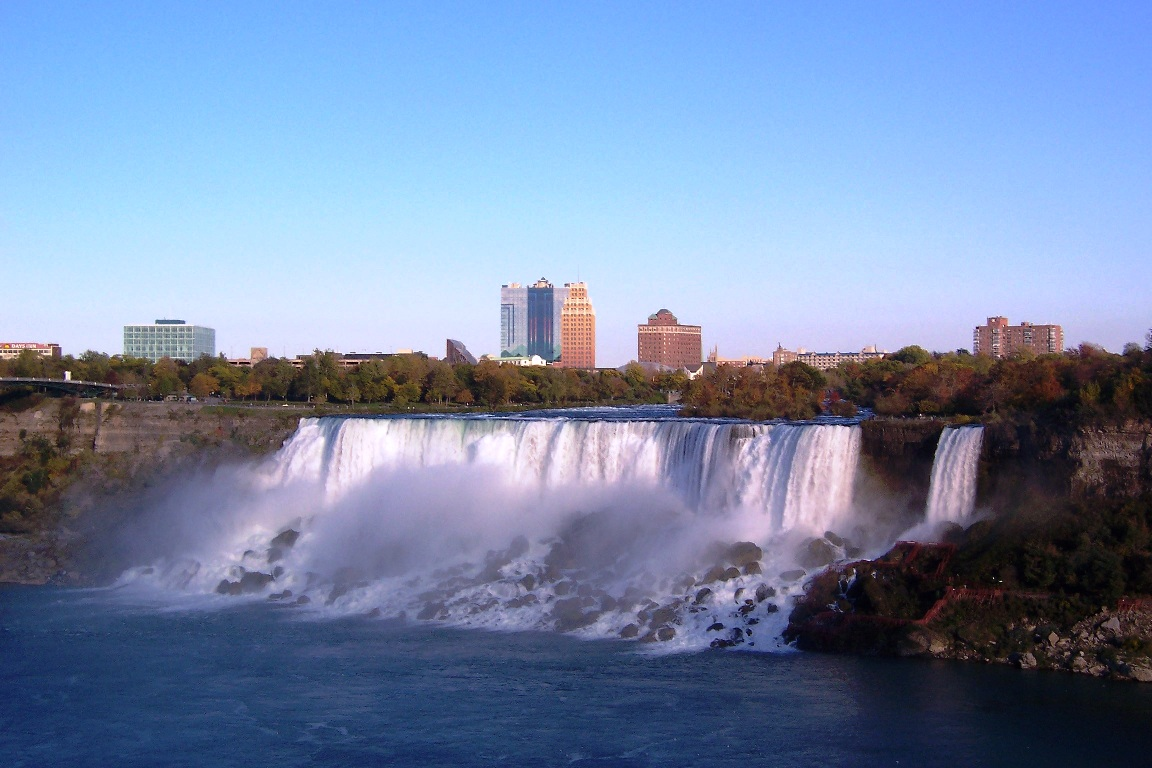
منظر الشلالات الأميركية وشلالات برايدال فيل.

## وصلات خارجية
- مجموعات نياجرا الرقمية التاريخية
- فيلق المهندسين بالجيش الأمريكي قام سلاح المهندسين بالجيش الأمريكي بمنع تدفق المياه بالكامل فوق الشلالات الأمريكية في عام 1969.
- تاريخ شلالات نياجرا
- "Niagara Power Goes Under Ground" Popular Mechanics، أبريل 1952، ص. 115-117.
- Niagara Power Vista - مركز الزوار لمحطة شلالات نياجرا للطاقة الكهرومائية مع شاشات عرض، وخريطة مصغرة للمشروع، وأفلام وثائقية عن البناء، وتقع فوق الجدار الأسمنتي للمصنع في نياجرا جورج.

### منشورات خيالية
- يوم سقوط الشلالات بقلم كاثي ماري بوكانان
- The Whirlpool بواسطة جين أوركهارت

### منشورات واقعية
- إصلاح شلالات نياجرا: البيئة والطاقة والمهندسين في أشهر شلال في العالم بقلم دانيال ماكفارلين، 2020(ردمك 9780774864237)
- تخيل نياجرا: معنى وصنع شلالات نياجرا بقلم باتريك ماكجريفي، 2009(ردمك 978-1558497719)
- ابتكار نياجرا: الجمال والقوة والأكاذيب بواسطة جينجر ستراند، 2008(ردمك 978-1416546566)
- نياجرا: تاريخ الشلالات بقلم بيير بيرتون، 2002(ردمك 9780385659307)

## الهامش
- 1 : انظر بحيرة ألغونكوين[الإنجليزية]، بحيرة شيكاغو[الإنجليزية]، بحيرة إيروكوا الجليدية[الإنجليزية]، وبحر شامبلين[الإنجليزية]
- 2 : من خلال مراقبة الحدود الجمركية الكندية.
- 3 : التي قامت ببناء مصنع أميس لتوليد الطاقة الكهرومائية على نطاق أصغر بالقرب من أوفير، كولورادو، قبل ذلك بعامين
- 4 : فُعّل في 26 أغسطس 1895
- 5 : في الأصل خادمة الضباب حتى 2014[142]
- 6 : المخترع الذي ساعدت براءات اختراعه للمحرك الحثي AC والأجهزة الأخرى لنقل طاقة التيار المتردد على جعل السقوط ممكنًا.
- 7 : الذي بُناؤه باسم برج سيجرامز، والذي تُغيير اسمه لاحقًا إلى برج هيريتدج، وبرج رويال إن، وبرج رويال سنتر، وبرج باناسونيك، وبرج مينولتا، ومؤخراً برج كونيكا مينولتا[143] قبل استلامه الحالي الاسم في عام 2010.